# Tauben
Die Tauben (Columbidae), von mittelhochdeutsch tūbe (als „die Dunkle“ vermutlich zu germanisch dūƀon), sind eine artenreiche Familie der Vögel. Sie sind die einzige Familie der Ordnung der Taubenvögel (Columbiformes). Eine männliche Taube heißt Tauberich, Täuberich (Nachbildung von „Enterich“),  Tauber (seit dem 14. Jahrhundert von mittelhochdeutsch tūber) oder auch Täuber. Eine weibliche Taube wird manchmal auch Täubin genannt. Die Arten der Familie haben einen recht einheitlichen Körperbau mit kräftigem Rumpf und relativ kleinem Kopf, der beim Laufen in charakteristischer Weise vor und scheinbar zurück bewegt wird: Er wird nach jedem Schritt „nachgeholt“, so dass das Bild auf der Netzhaut bis dahin ruht – ein Stellreflex. Bei den meisten Arten ist das Gefieder grau, graublau oder braun gefärbt. Einige Arten, die meist zu den Fruchttauben gehören, haben ein sehr farbenprächtiges Gefieder.
Tauben ernähren sich überwiegend von pflanzlicher Nahrung, die von den meisten Arten unzerteilt verschluckt wird. Im Gegensatz zu den meisten anderen Vögeln heben Tauben den Kopf beim Trinken nicht an – das wäre das übliche „Schöpftrinken“ –, sondern saugen das Wasser auf: „Saugtrinken“. Die Nester der Tauben sind meist sehr einfache Gebilde. Das Gelege besteht aus einem bis zwei Eiern. Zu den Besonderheiten der Taubenvögel zählt die Bildung der sogenannten Kropfmilch, mit der die Jungvögel ernährt werden. Die Nestlinge wachsen sehr schnell heran, bei vielen Arten sind sie bereits nach zwei Wochen flügge. Die Familie umfasst etwa 42 Gattungen und mehr als 300 Arten, die größte Artenvielfalt gibt es im Bereich Südasien bis Australien. In der Paläarktis kommen 29 Arten vor, davon fünf in Mitteleuropa.

## Beschreibung

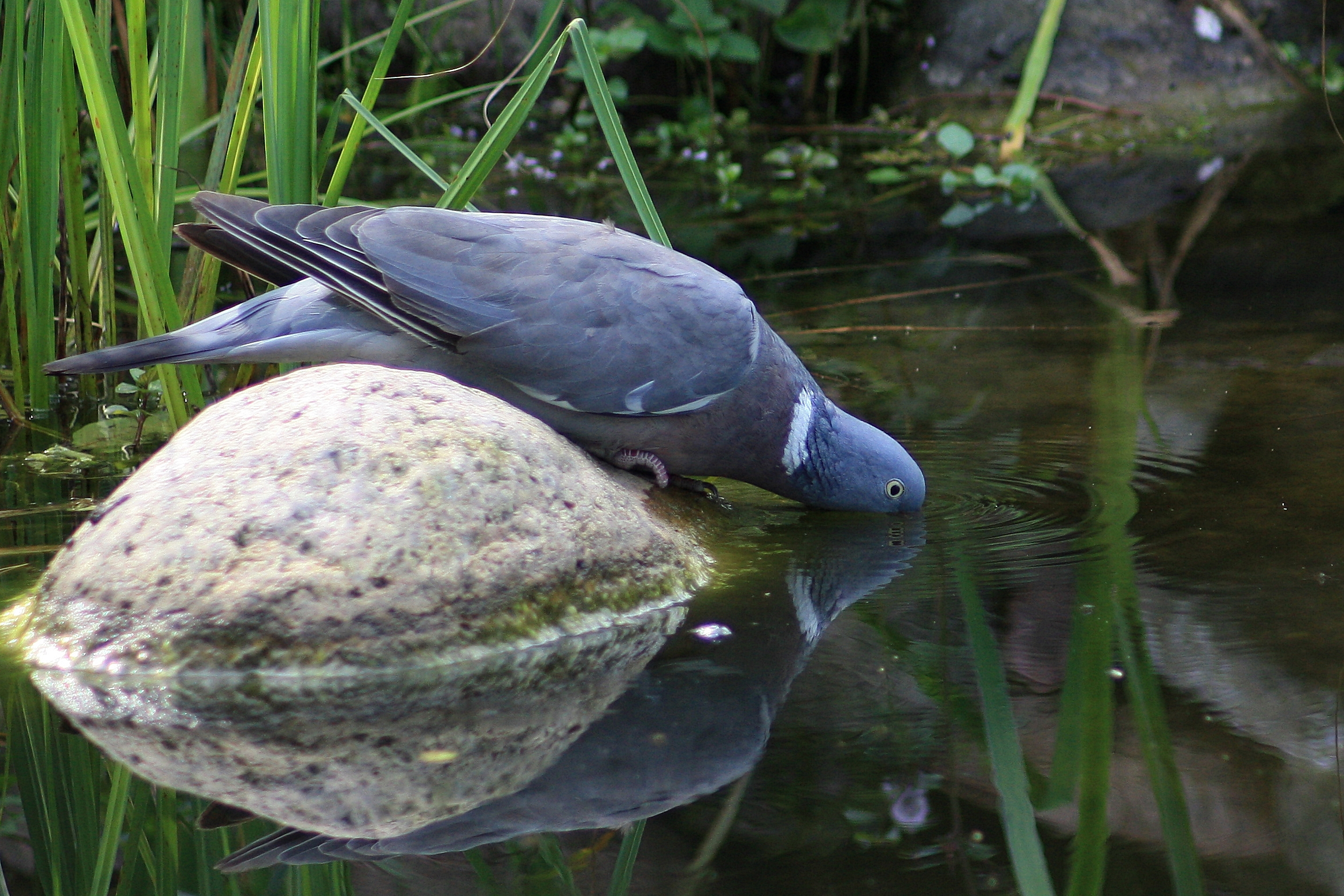
Die Ringeltaube kann wie alle Tauben das Wasser beim Trinken ansaugen.

Die kleinsten Tauben sind etwa so groß wie eine Lerche, die größten Arten erreichen die Größe eines Haushuhns. Tauben sind kräftig gebaut und meist auffallend kleinköpfig. Der Schnabel hat nur in der distalen Hälfte eine Hornscheide. Die basale Hälfte wird von einer weichen, basisnah geschwollenen Haut bedeckt, unter der sich die schlitzförmigen Nasenlöcher befinden. Der Tarsometatarsus ist mehr oder weniger ausgedehnt befiedert. Der unbefiederte Teil des Tarsometatarsus ist vorn meist durch eine Reihe tafelförmiger Schuppen bedeckt und im Übrigen fein beschildert oder mehr oder weniger nackt. Der Fuß ist als Sitzfuß ausgebildet und anisodactyl, drei Zehen weisen nach vorn, eine nach hinten.
Das Deckgefieder ist recht dicht, die Federfahnen haben basal und seitlich dunige Bereiche, Pelzdunen fehlen. Das Gefieder wirkt beim lebenden Vogel durch die starke Puderbildung wachsartig bereift. Das Großgefieder besteht aus 11 Handschwingen, 12 bis 18 Armschwingen und meist 12 bis 14 Steuerfedern. Der Schwanz ist gerade abgeschnitten bis stark keilförmig. Die Geschlechter unterscheiden sich in der Regel nur geringfügig.
Alle Tauben haben rudimentäre Blinddärme und einen großen, zweiteiligen Kropf. In diesem wird nicht nur Nahrung gespeichert, sondern auch die sogenannte Kropfmilch zur Fütterung der Nestlinge gebildet. Diese Kropfmilch entsteht durch die kontinuierliche Neubildung und Ablösung von Epithelzellen im Kropf. Die äußerst nahrhafte Flüssigkeit wird von beiden Geschlechtern erzeugt. Bei der Haustaube setzt sie sich zu 64–82 % aus Wasser, zu 7–13 % aus Fett und fettähnlichen Stoffen, zu 10–19 % aus Eiweiß und zu 1,6 % aus Mineral- und Wirkstoffen wie Vitamin A und B-Komplexen zusammen.

## Verbreitung und Lebensraum
Mit Ausnahme der Arktis und Antarktis kommt die Familie beinahe weltweit vor. Die größte Formenvielfalt findet sich von Südasien bis Australien, als Region mit der größten Vielfalt bezogen auf Körpergröße und besetzte ökologische Nische gilt Neuguinea. In der Paläarktis kommen 29 Arten vor, davon fünf in Mitteleuropa (Ringeltaube, Hohltaube, Türkentaube, Turteltaube und Stadttaube).
Tauben nutzen eine Vielzahl verschiedener Lebensräume. Eine große Zahl der Arten bewohnt Wälder, sowohl in den Ebenen als auch in Gebirgen. Die Stadttaube lebt weltweit in Städten und wird vielerorts als Schädling bekämpft (Taubenabwehr). Einige wenige Arten besiedeln felsige Gebiete oder kommen im Randgebiet von Wüsten und Trockensteppen vor. Einige Arten sind ausgesprochene Lebensraumspezialisten. So kommen die Rotscheitel- und die Weißscheiteltauben ausschließlich in stark zerklüfteten und felsigen Gebieten im Norden Australiens vor. Die zu den Feldtauben gehörende Schneetaube brütet im Himalaya in Höhenlagen zwischen 4000 und 6000 Metern und unternimmt teilweise Vertikalwanderungen von mehr als 2000 Höhenmetern, um nach Nahrung zu suchen. Die im karibischen Raum verbreitete Weißkappentaube benötigt während der Fortpflanzungszeit sogar zwei stark unterschiedliche Lebensräume. Sie brütet in isoliert vor der Küste liegenden Mangrovengebieten. Dort sind die Nester vor Beutegreifern wie Waschbären geschützt. Ihre Nahrung sucht sie dagegen in immergrünen Hartlaubwäldern.

## Ernährung
Die meisten Arten ernähren sich fast ausschließlich pflanzlich. Tauben sind anders als viele andere samenfressende Vögel nicht in der Lage, Samen oder Körner mit dem Schnabel zu enthülsen. Sie nehmen daher Samen, Früchte, Beeren und auch kleine Wirbellose ganz auf und verschlucken sie. Auch die Füße werden bei der Nahrungsaufnahme nur sehr selten benutzt. Eine Ausnahme davon ist die Zahntaube, die mit ihrem kräftigen Schnabel in der Lage ist, auch größere Samen zu zerbeißen. Über diese Art liegen nur wenige Beobachtungen vor. Vermutlich nutzt sie aber dabei ihre Füße zum Festhalten größerer Nahrungsteile.

## Fortpflanzung

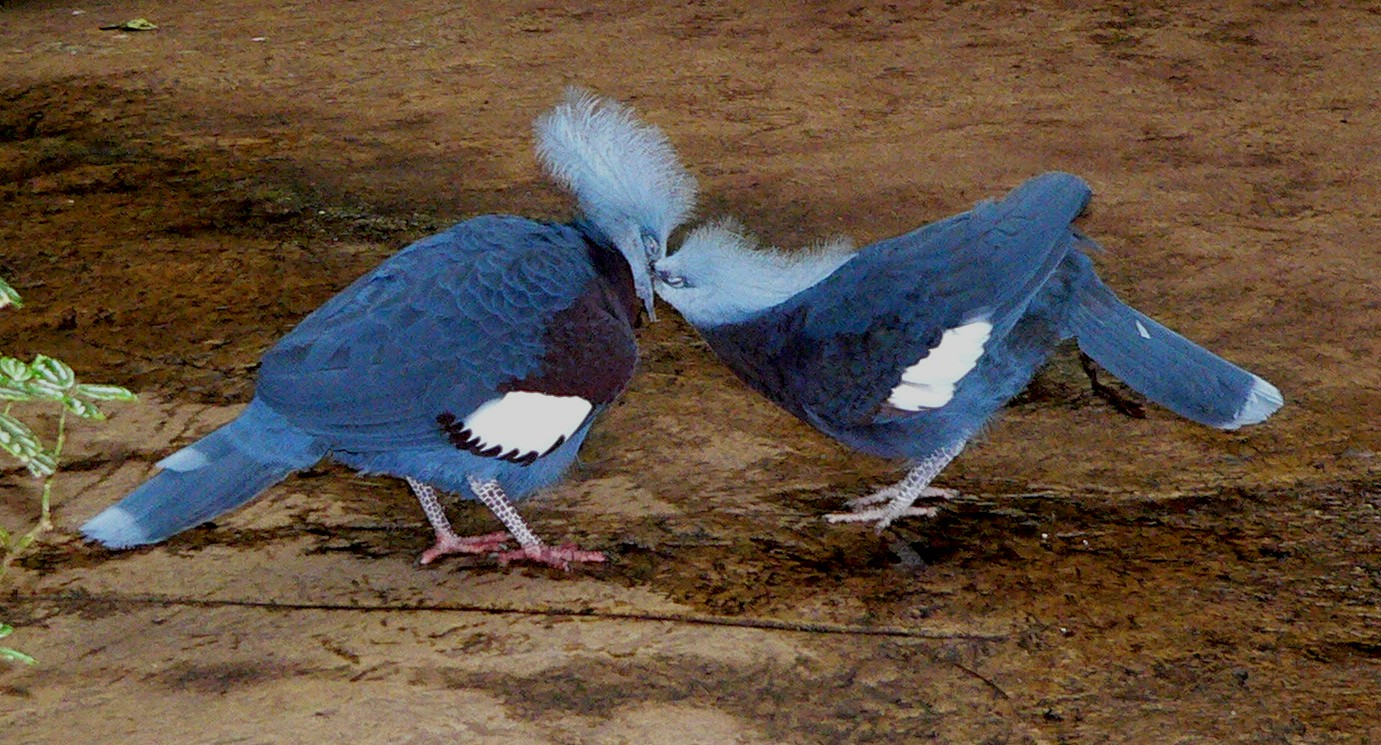
Balzfütternde Sclaters Rotbrust-Krontauben (Goura sclaterii)

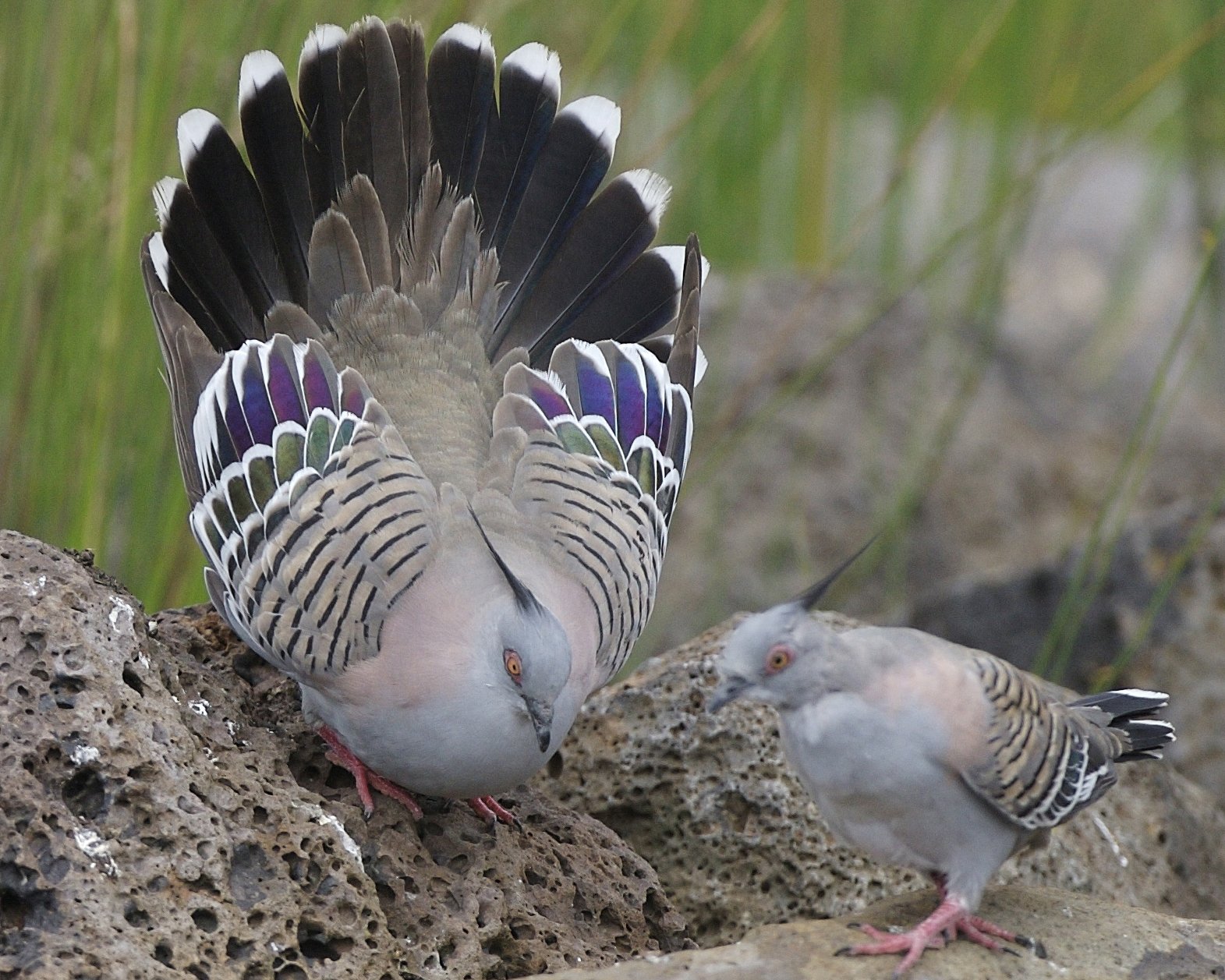
Ein Schopftaubenmännchen balzt mit aufgefächertem Schwanz und abgespreizten Flügeln um ein Weibchen

Die Nester sind meist recht kleine Plattformen aus Zweigen, seltener wird in fertigen Höhlen in Bäumen, Felsen oder in der Erde gebrütet. Einige australische Arten brüten häufig auf dem Boden. Bei nestbauenden Arten erfolgt der Bau im Wesentlichen durch das Weibchen, das Männchen übergibt diesem jedoch die zum Bau verwendeten Ästchen und Zweige. Die Gelege umfassen nur ein oder zwei elliptische, einfarbige Eier. Bei den meisten Arten sind die Eier rein weiß, nur bei einigen bodennah brütenden Arten kommen cremefarbene oder blass gelbbraune Eier vor. Die Jungen sind Nesthocker, sie sind beim Schlupf nackt oder grob gelbhaarig bedaunt. Sie werden in den ersten Lebenstagen ausschließlich mit Kropfmilch ernährt, die sie erhalten, indem sie den Schnabel in den Rachen der Altvögel stecken. Das Leben einer Taubenfamilie und eines Taubenkükens in seinen ersten 14 Lebenstagen wurde in einem Video dokumentiert.

## Gefährdete Taubenarten
Zu den Arten der Tauben, die besonders gefährdet sind, zählen viele, die auf kleinen Inselterritorien endemisch sind. Zum Bestandsrückgang tragen Veränderungen ihres Habitats durch menschliche Eingriffe und die Einführung konkurrierender Arten bei oder Arten, die Beutegreifer der Tauben sind. Rosa-, Socorro-, Grenada- und Kuba-Erdtaube sind Beispiele für Inselarten, bei denen neben der Zerstückelung ihres Lebensraumes durch Rodung und Umwandlung in landwirtschaftliche Flächen eingeführte Beutegreifer wie verwilderte Hauskatzen, Ratten, Opossums und Mangusten zum Bestandsrückgang beigetragen haben. Bei der Tahiti-Fruchttaube ist eine wesentliche Ursache für den Bestandsrückgang, der zum wahrscheinlichen Aussterben auf Moorea und Tahiti geführt hat, die Ansiedlung von Sumpfweihen gewesen. Die Restbestände dieser Art auf der Insel Makatea sind durch eine Wiederaufnahme des Bergbaus dort bedroht. Bei der Mindoro- und der Negros-Dolchstichtaube sowie der Marquesastaube wird neben dem Verlust an Lebensraum auch in der Jagd ein wesentlicher Faktor für den Rückgang der Populationen gesehen. Geoffroys Täubchen, das sehr stark bedroht ist, kommt dagegen auf dem südamerikanischen Kontinent vor. Bei dieser Art handelt es sich um einen Nahrungsspezialisten, der überwiegend von den Samen zweier Bambusarten lebt. Umfangreiche Rodungen haben den Lebensraum dieser Art so stark fragmentiert, dass die IUCN es für möglich hält, dass diese Art nicht mehr vor dem Aussterben bewahrt werden kann.
Zu den wesentlichen Schutzmaßnahmen gehört die Unterschutzstellung wichtiger Lebensräume. Für einige Arten spielt die Zucht in Menschenhand eine wesentliche Rolle bei der Arterhaltung. So ist die Socorrotaube in ihrer Heimat ausgerottet. Weltweit existieren aber noch etwa 300 Individuen, die mit dem Ziel nachgezüchtet werden, diese auf Socorro wieder anzusiedeln, wenn dort die Voraussetzungen geschaffen sind, die eine solche Wiederansiedlung erfolgversprechend machen. Ähnlich ist man bei der auf Mauritius beheimateten Rosataube vorgegangen, bei der die Wiederansiedelung seit Jahren erfolgreich verläuft.

## Systematik
Die Columbidae ist die einzige Familie der Ordnung der Taubenvögel (Columbiformes) mit etwa 42 Gattungen und mehr als 300 Arten. Die im 18. Jahrhundert ausgerotteten, flugunfähigen Arten Dodo und Rodrigues-Solitär der Maskarenen-Inseln werden nach neueren Erkenntnissen ebenfalls zu dieser Familie gestellt. Die hier angegebene Liste der Gattungen sowie die Artenzahlen folgen der IOC World Bird List.

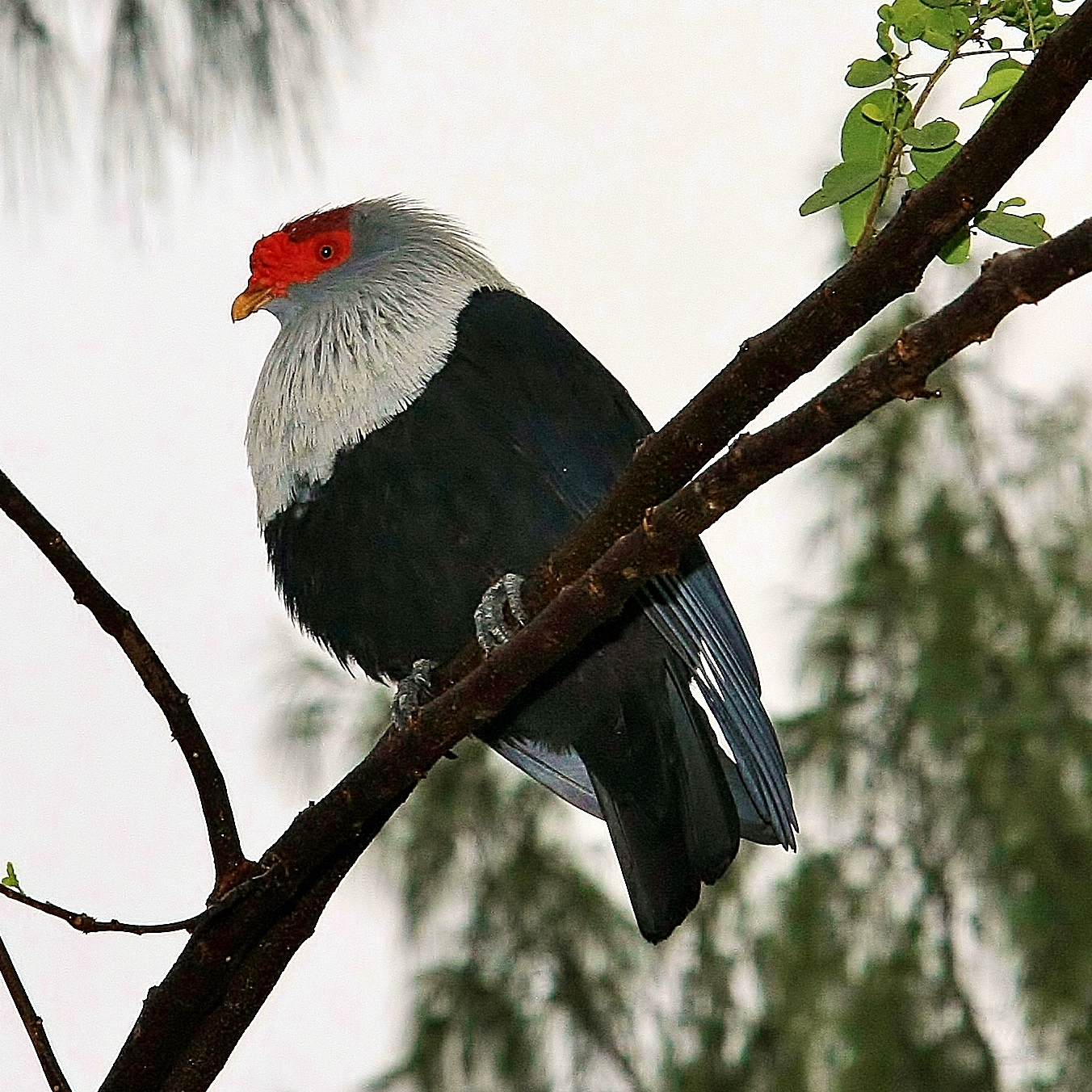
Paradies-Fruchttaube (Alectroenas pulcherrima)

- Blaue Fruchttauben (Alectroenas) – 4 Arten, davon 1 †
  - Paradies-Fruchttaube (Alectroenas pulcherrima)
  - Madagaskar-Fruchttaube (Alectroenas madagascariensis)
  - Mauritius-Fruchttaube (Alectroenas nitidissima) †
  - Komoren-Fruchttaube (Alectroenas sganzini)

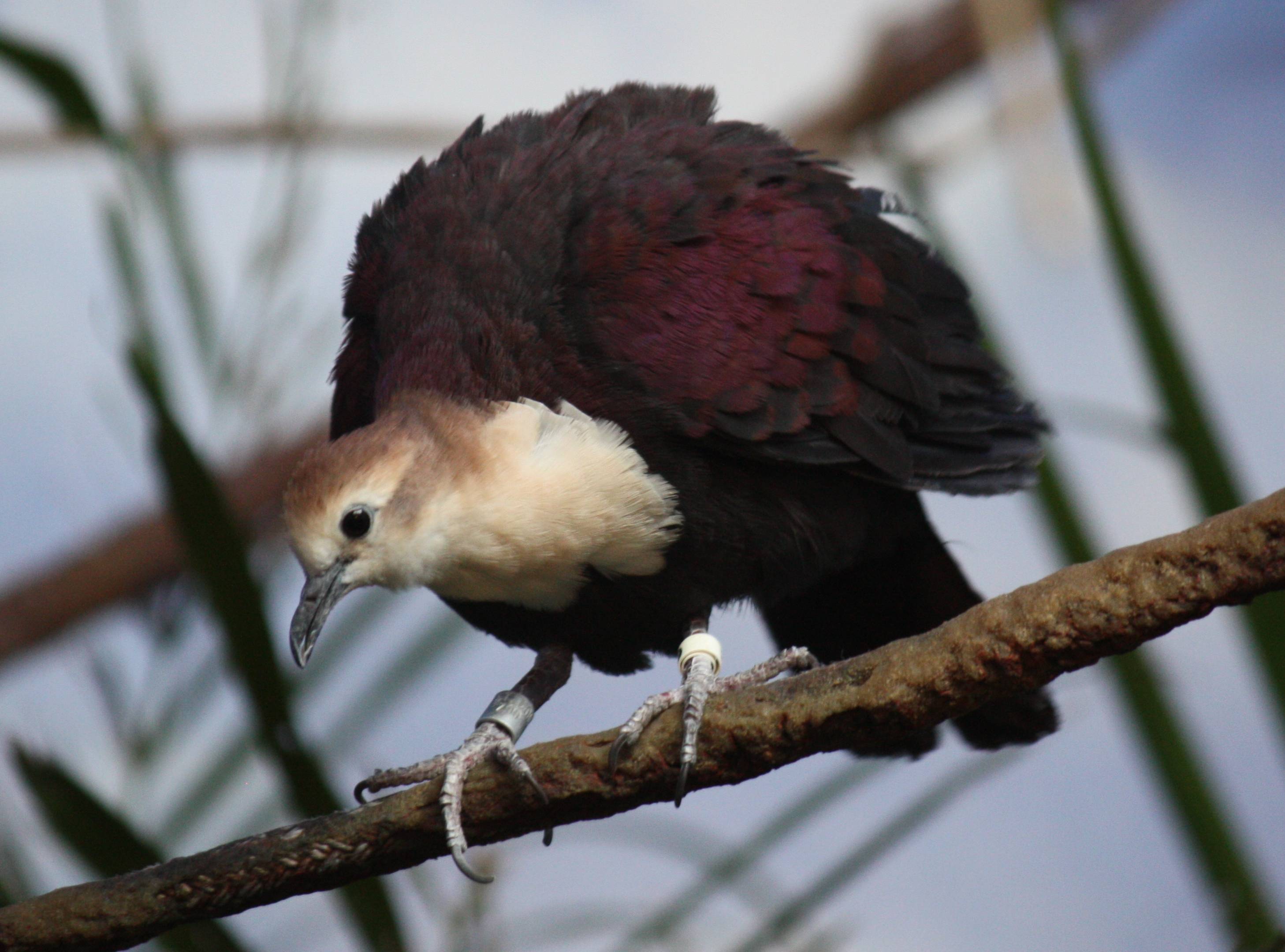
Jungferntaube (Pampusana xanthonurus)

- Indopazifische Erdtauben (Pampusana) – 18 Arten (inkl. neuzeitlich ausgestorbener bzw. subfossiler Arten)
  - Huahine-Erdtaube (Pampusana sp.) (subfossil)
  - Rota-Erdtaube (Pampusana sp.) (subfossil)
  - Westliche Graubrusttaube (Pampusana beccarii)
  - Graustirntaube (Pampusana canifrons)
  - Polynesische Erdtaube oder Tahititaube (Pampusana erythroptera)
  - Tanna-Erdtaube (Pampusana ferruginea) †
  - Wetar-Taube (Pampusana hoedtii)
  - Jobitaube (Pampusana jobiensis)
  - Ponape-Erdtaube oder Karolinentaube (Pampusana kubaryi)
  - Henderson-Erdtaube (Pampusana leonpascoi) (subfossil)
  - Neukaledonische Erdtaube (Pampusana longitarsus) (subfossil)
  - Norfolk-Erdtaube (Pampusana norfolciensis) †
  - Riesenerdtaube (Pampusana nui) (subfossil)
  - Marquesastaube (Pampusana rubescens)
  - Makirataube (Pampusana salamonis) †
  - Santa-Cruz-Taube (Pampusana sanctaecrucis)
  - Purpurschultertaube (Pampusana stairi)
  - Jungferntaube (Pampusana xanthonurus)

- Aplopelia – 1 Art
  - Zimttaube (Aplopelia larvata)

- Kragentauben (Caloenas) – 1 Art

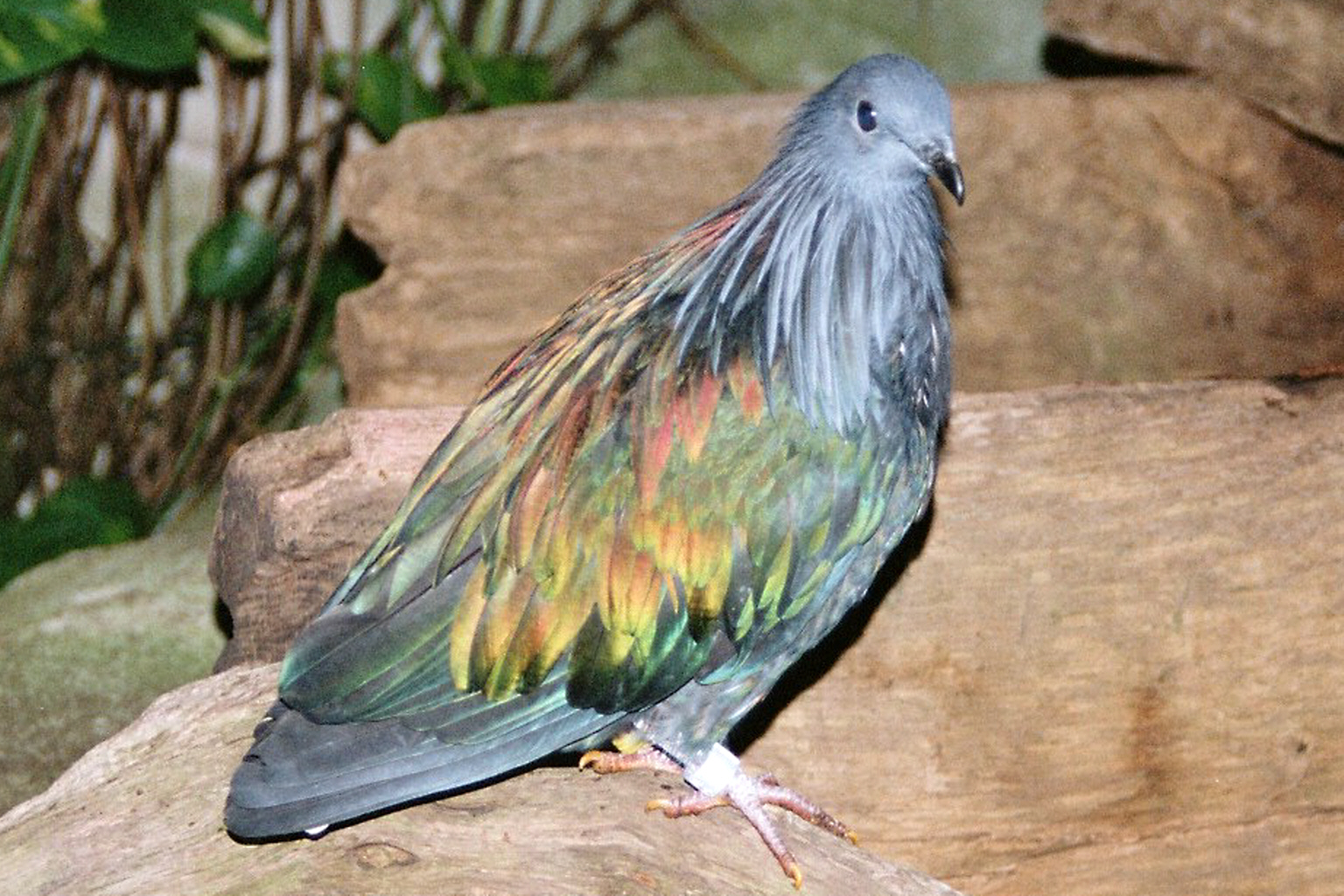
Kragentaube (Caleonas nicobarica)

  - Kragentaube (Caloenas nicobarica)

- Grünflügeltauben (Chalcophaps) – 2 Arten
  - Grünflügeltaube (Chalcophaps indica)
  - Braunrücken-Grünflügeltaube (Chalcophaps stephani)

- Claravis – 1 Art
  - Blautäubchen (Claravis pretiosa)

- Paraclaravis – 2 Arten
  - Geoffroys Täubchen (Paraclaravis geoffroyi)
  - Purpurbrusttäubchen (Paraclaravis mondetoura)

- Feldtauben (Columba) – 32 Arten

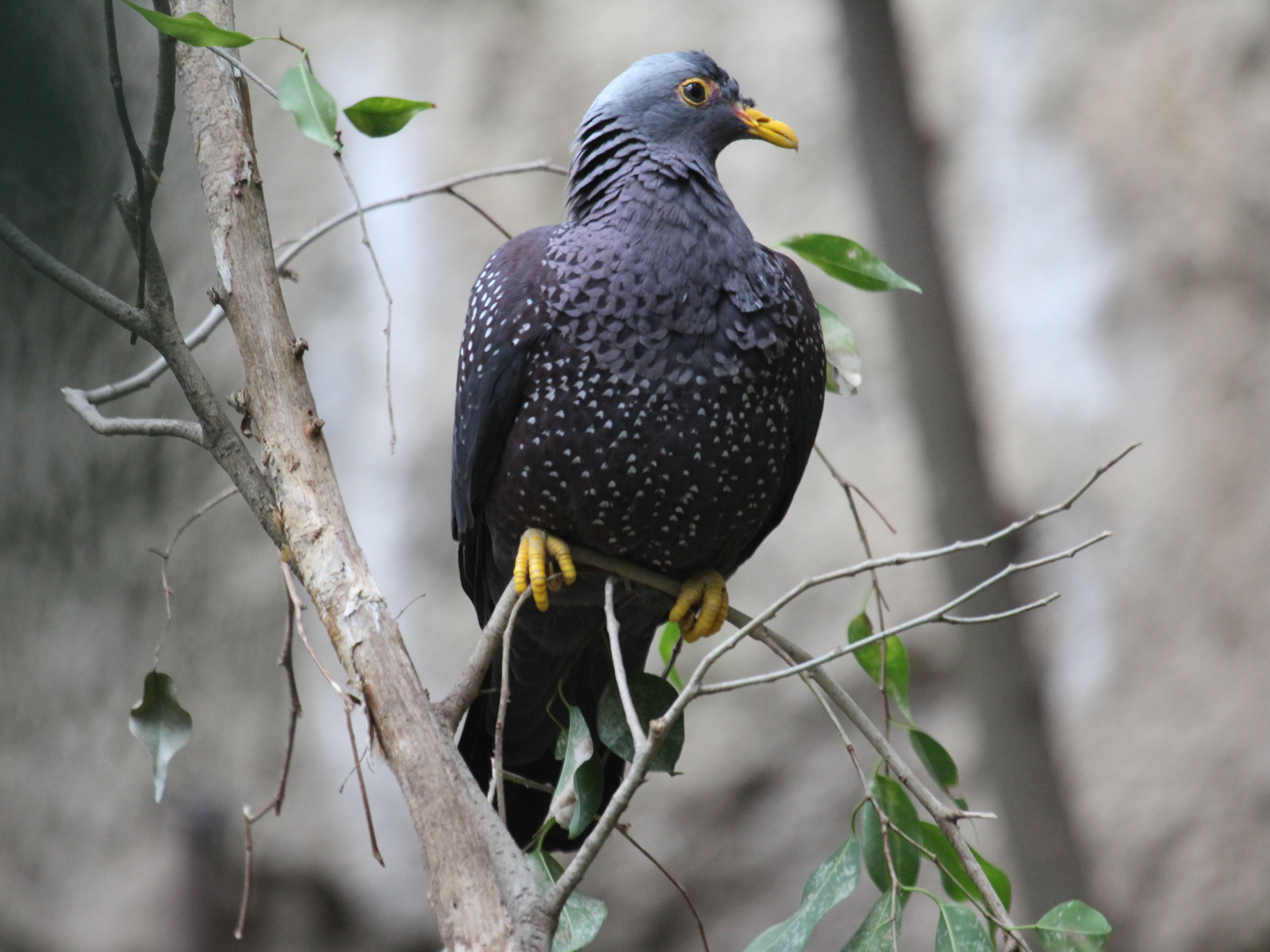
Oliventaube (Columba arquatrix)

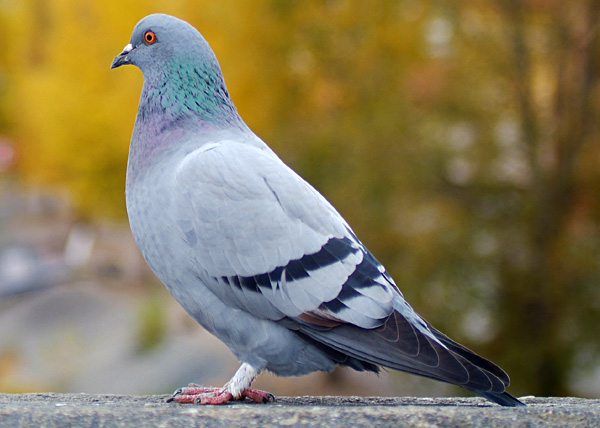
Stadttaube (Columba livia forma domestica)

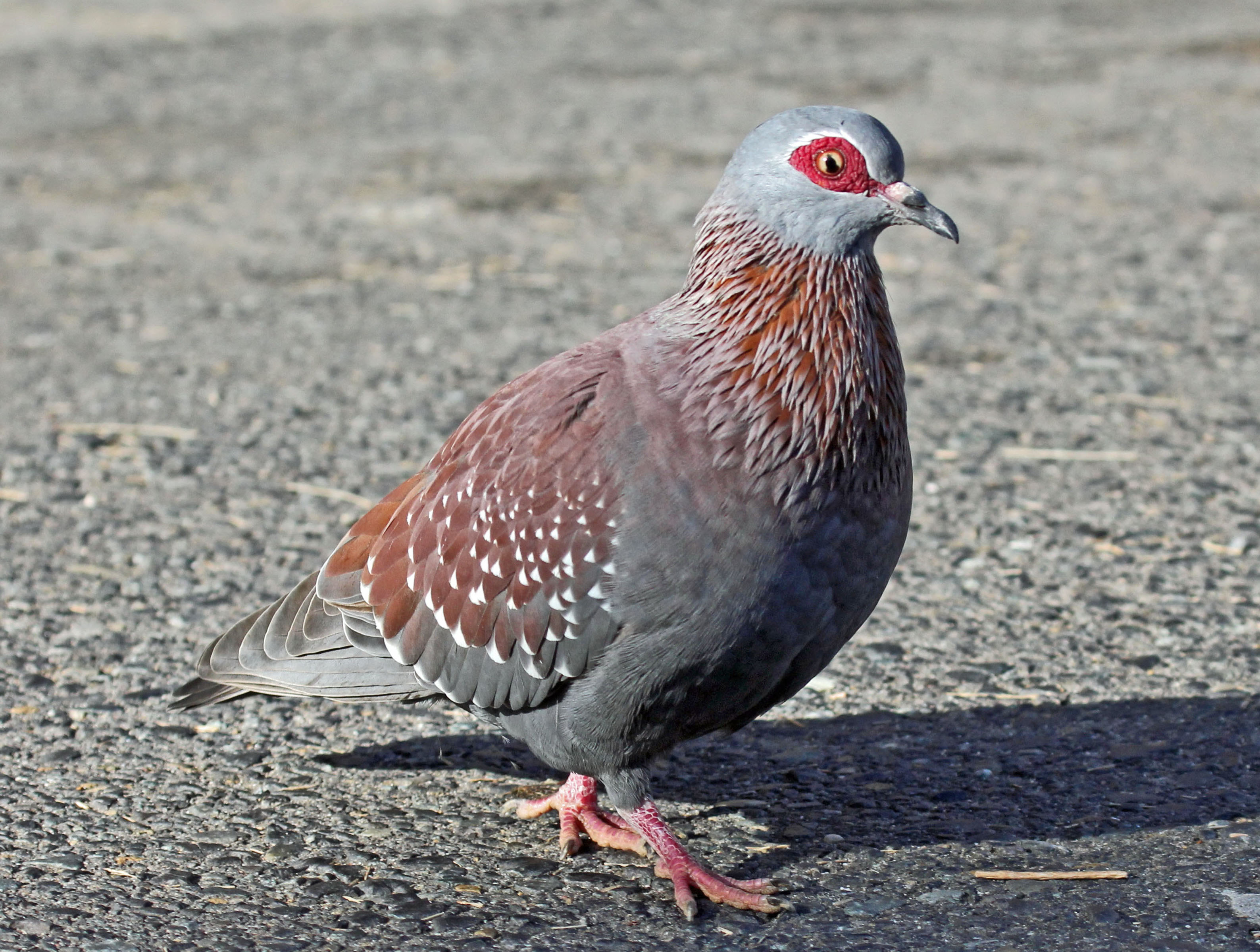
Guineataube (Columba guinea)

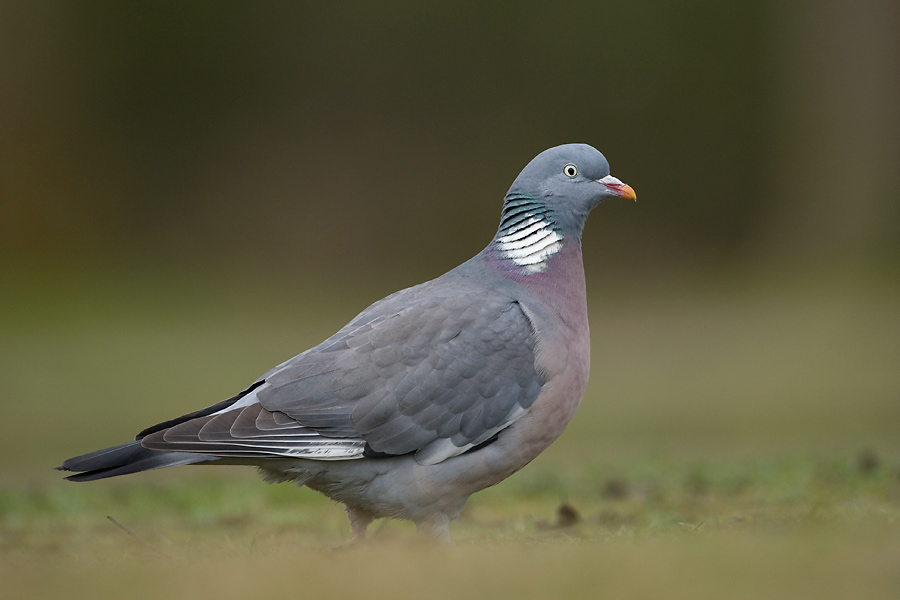
Ringeltaube (Columba palumbus)

  - Weißgenicktaube (Columba albinucha)
  - Amharentaube (Columba albitorques)
  - Silbertaube (Columba argentina)
  - Oliventaube (Columba arquatrix)
  - Bolles Lorbeertaube (Columba bollii)
  - Bronzehalstaube (Columba delegorguei)
  - Nilgiritaube (Columba elphinstonii)
  - Ufertaube (Columba eversmanni)
  - Guineataube (Columba guinea)
  - Schwarzschnabel-Oliventaube (Columba hodgsonii)
  - Glanzkopftaube (Columba iriditorques)
  - Veilchentaube (Columba janthina)
  - Lorbeertaube (Columba junoniae)
  - Weißbrusttaube (Columba leucomela)
  - Schneetaube (Columba leuconota)
  - Felsentaube (Columba livia)
    - Haustaube und Brieftaube (Columba livia f. domestica)
      - Stadttaube oder Straßentaube – verwilderte Form der Haustaube

  - Malherbetaube (Columba malherbii)
  - Hohltaube (Columba oenas)
  - Somalitaube (Columba oliviae)
  - Gelbfußtaube (Columba pallidiceps)
  - Andamanentaube (Columba palumboides)
  - Ringeltaube (Columba palumbus)
  - Komorentaube (Columba polleni)
  - Himalayataube (Columba pulchricollis)
  - Kupfertaube (Columba punicea)
  - Klippentaube (Columba rupestris)
  - Rotschnabel-Oliventaube (Columba sjostedti)
  - Langschwanz-Oliventaube (Columba thomensis)
  - Ceylontaube (Columba torringtoni)
  - Silberhalstaube (Columba trocaz)
  - Kongotaube (Columba unicincta)
  - Weißwangentaube (Columba vitiensis)

- Columbina – 7 Arten

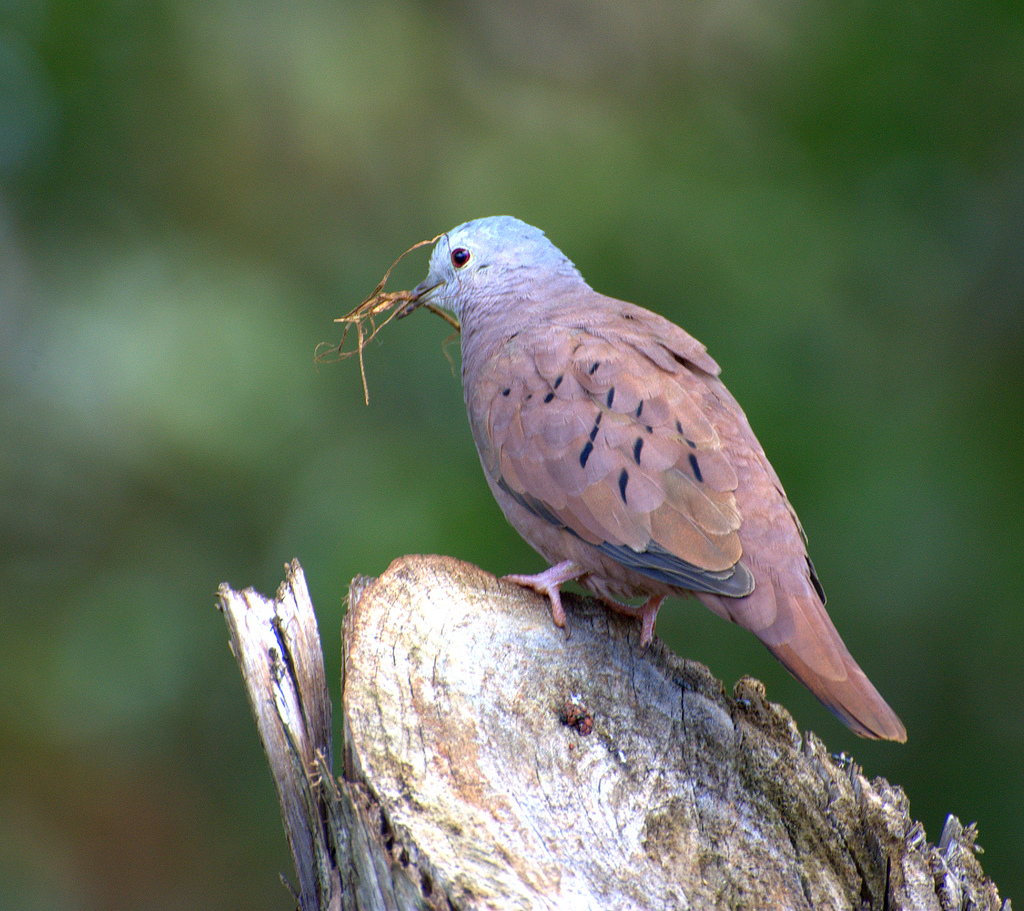
Rosttäubchen (Columbina talpacoti)

  - Buckleytäubchen (Columbina buckleyi)
  - Perutäubchen (Columbina cruziana)
  - Blauaugentäubchen (Columbina cyanopis)
  - Sperlingstäubchen (Columbina passerina)
  - Picuitäubchen (Columbina picui)
  - Zwergtäubchen (Columbina minuta)
  - Rosttäubchen (Columbina talpacoti)

- Fleckenbauch-Fruchttauben (Cryptophaps) – 1 Art
  - Fleckenbauch-Fruchttaube (Cryptophaps poecilorrhoa)

- Zahntauben (Didunculus) – 1 Art
  - Zahntaube (Didunculus strigirostris)

Spaltschwingentaube (Drepanoptila holosericea)

- Spaltschwingentauben (Drepanoptila) – 1 Art
  - Spaltschwingentaube (Drepanoptila holosericea)

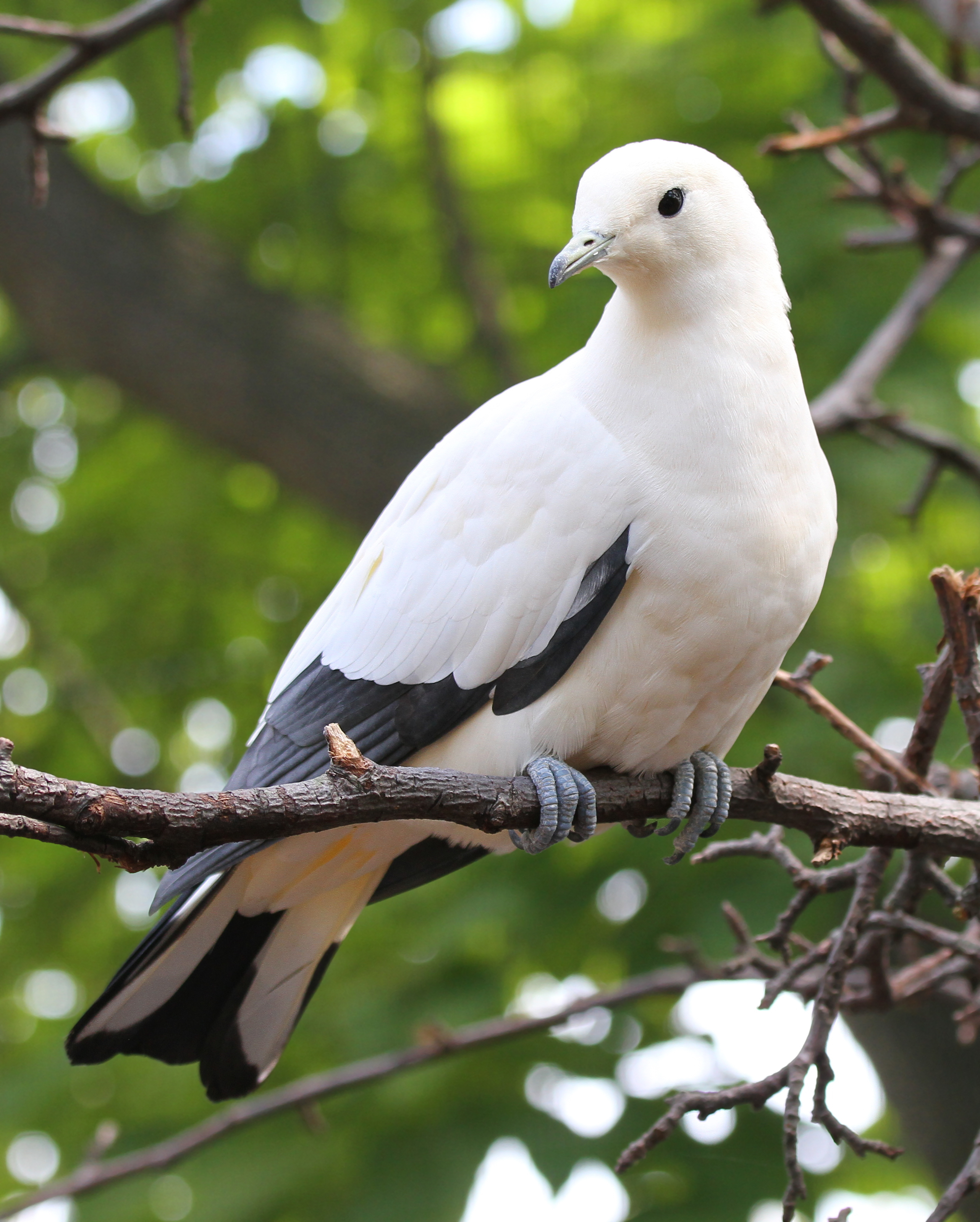
Zweifarben-Fruchttaube (Ducula bicolor)

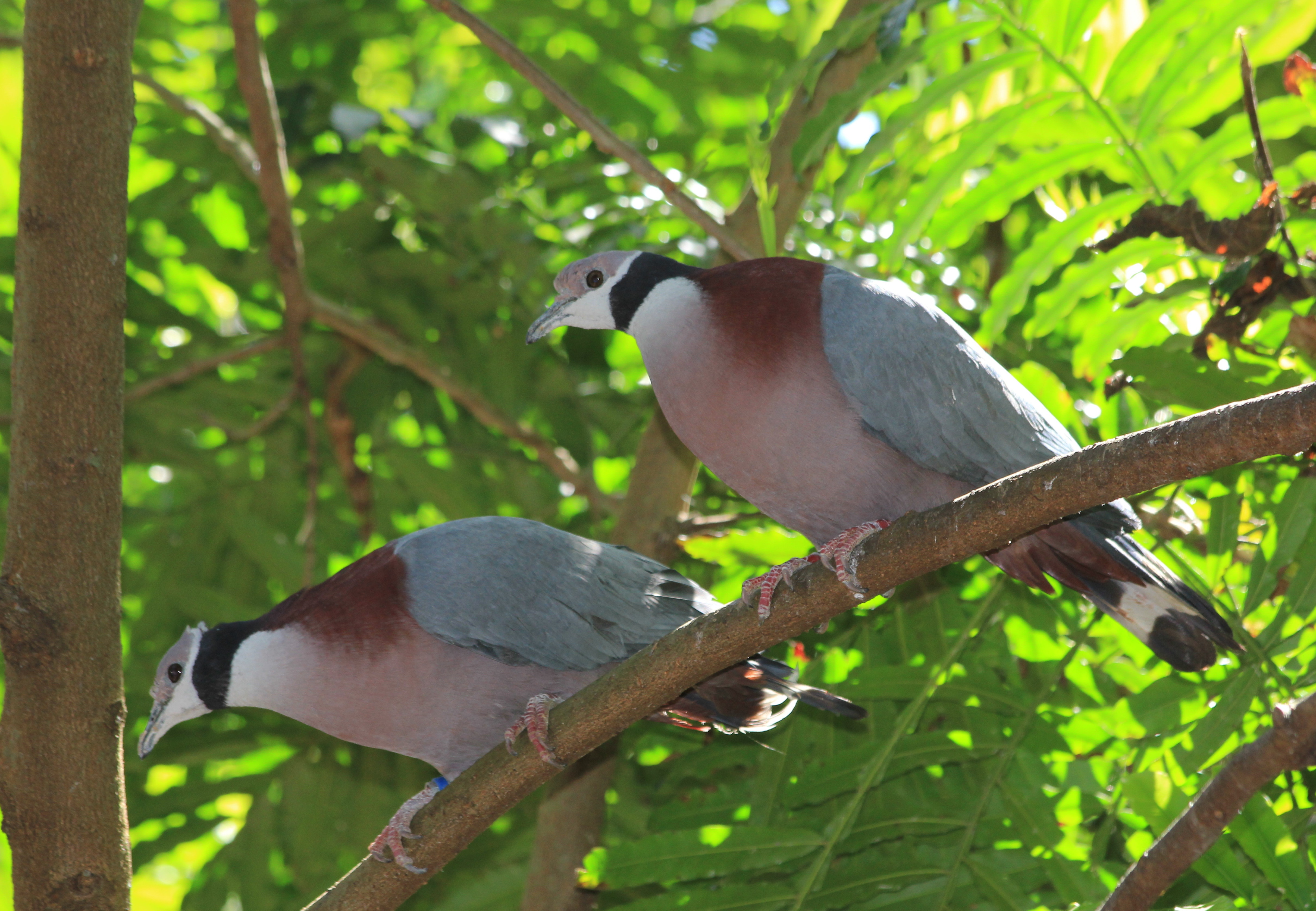
Schwarzkragen-Fruchttaube (Ducula mullerii)

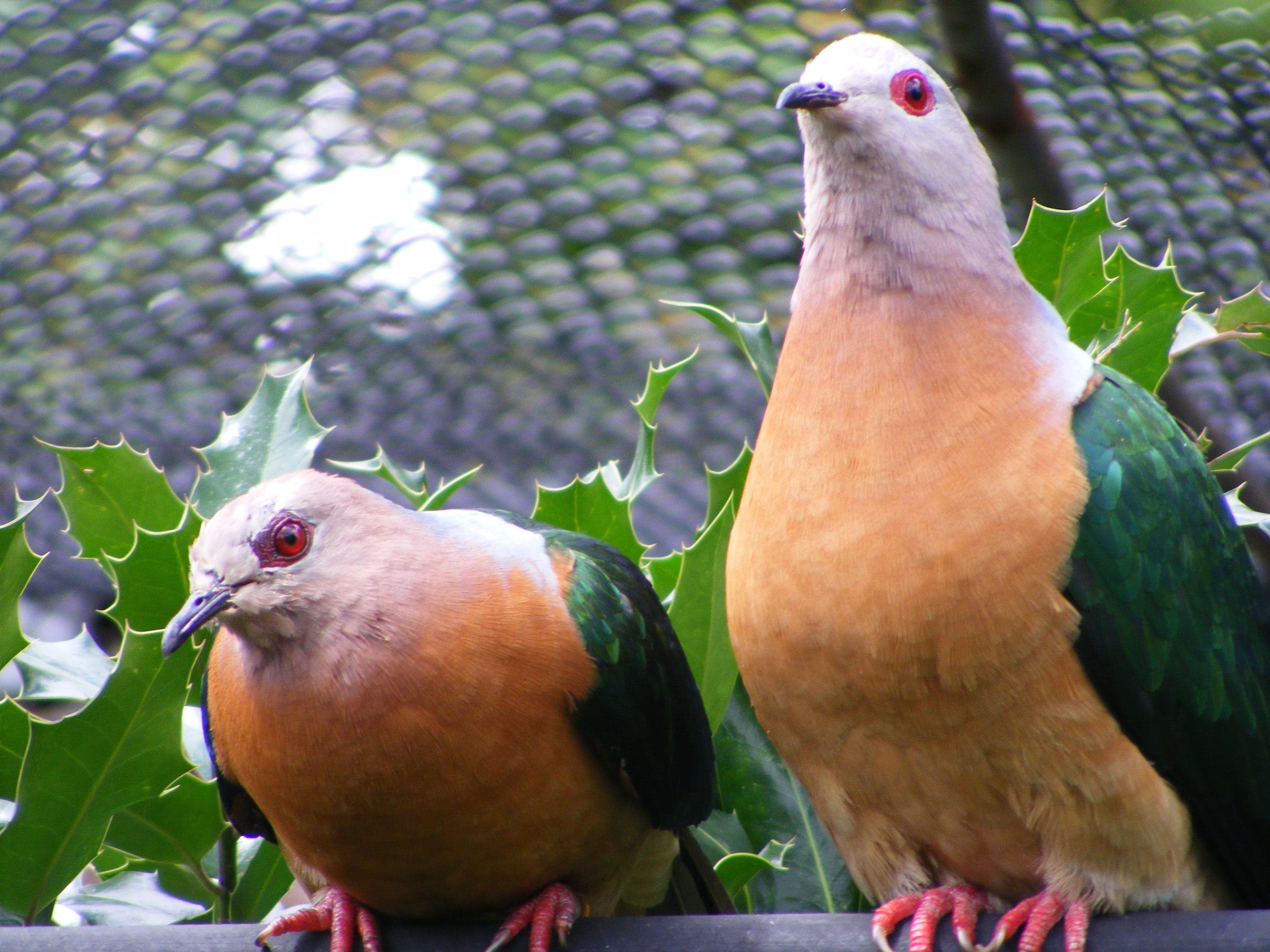
Rotschwanz-Fruchttaube (Ducula rufigaster)

- Große Fruchttauben (Ducula) – 39 Arten
  - Bronzefruchttaube (Ducula aenea)
  - Tahiti-Fruchttaube (Ducula aurorae)
  - Gebirgsfruchttaube (Ducula badia)
  - Baker-Fruchttaube (Ducula bakeri)
  - Halmahera-Fruchttaube (Ducula basilica)
  - Braunbauch-Fruchttaube (Ducula brenchleyi)
  - Zweifarben-Fruchttaube (Ducula bicolor)
  - Gefleckte Fruchttaube (Ducula carola)
  - Rotbauch-Bergfruchttaube (Ducula chalconota)
  - Timor-Fruchttaube (Ducula cineracea)
  - Molukken-Bronzefruchttaube (Ducula concinna)
  - Marquesas-Fruchttaube (Ducula galeata)
  - Finsch-Fruchttaube (Ducula finschii)
  - Große Celebes-Fruchttaube (Ducula forsteni)
  - Riesenfruchttaube (Ducula goliath)
  - Ducula harrisoni †
  - Schwarzrücken-Fruchttaube (Ducula lacernulata)
  - Peales-Fruchttaube (Ducula latrans)
  - Elsterfruchttaube (Ducula luctuosa)
  - Schwarze Fruchttaube (Ducula melanochroa)
  - Große Mindoro-Fruchttaube (Ducula mindorensis)
  - Schwarzkragen-Fruchttaube (Ducula mullerii)
  - Schwarzkopf-Fruchttaube (Ducula myristicivora)
  - Karolinen-Fruchttaube (Ducula oceanica)
  - Tongafruchttaube (Ducula pacifica)
  - Weißaugen-Fruchttaube (Ducula perspicillata)
  - Graue Inselfruchttaube (Ducula pickeringii)
  - Nacktaugen-Fruchttaube (Ducula pinon)
  - Graue Fruchttaube (Ducula pistrinaria)
  - Graukopf-Fruchttaube (Ducula poliocephala)
  - Celebes-Bindenschwanz-Fruchttaube (Ducula radiata)
  - Sundafruchttaube (Ducula rosacea)
  - Rotwarzen-Fruchttaube (Ducula rubricera)
  - Rotschwanz-Fruchttaube (Ducula rufigaster)
  - Fleckenfruchttaube (Ducula spilorrhoa)
  - Gelbe Kaiserfruchttaube (Ducula subflavescens)
  - Dunkle Fruchttaube (Ducula whartoni)
  - Gebänderte Fruchttaube (Ducula zoeae)

- Wandertauben (Ectopistes) – 1 Art
  - Wandertaube (Ectopistes migratorius) †

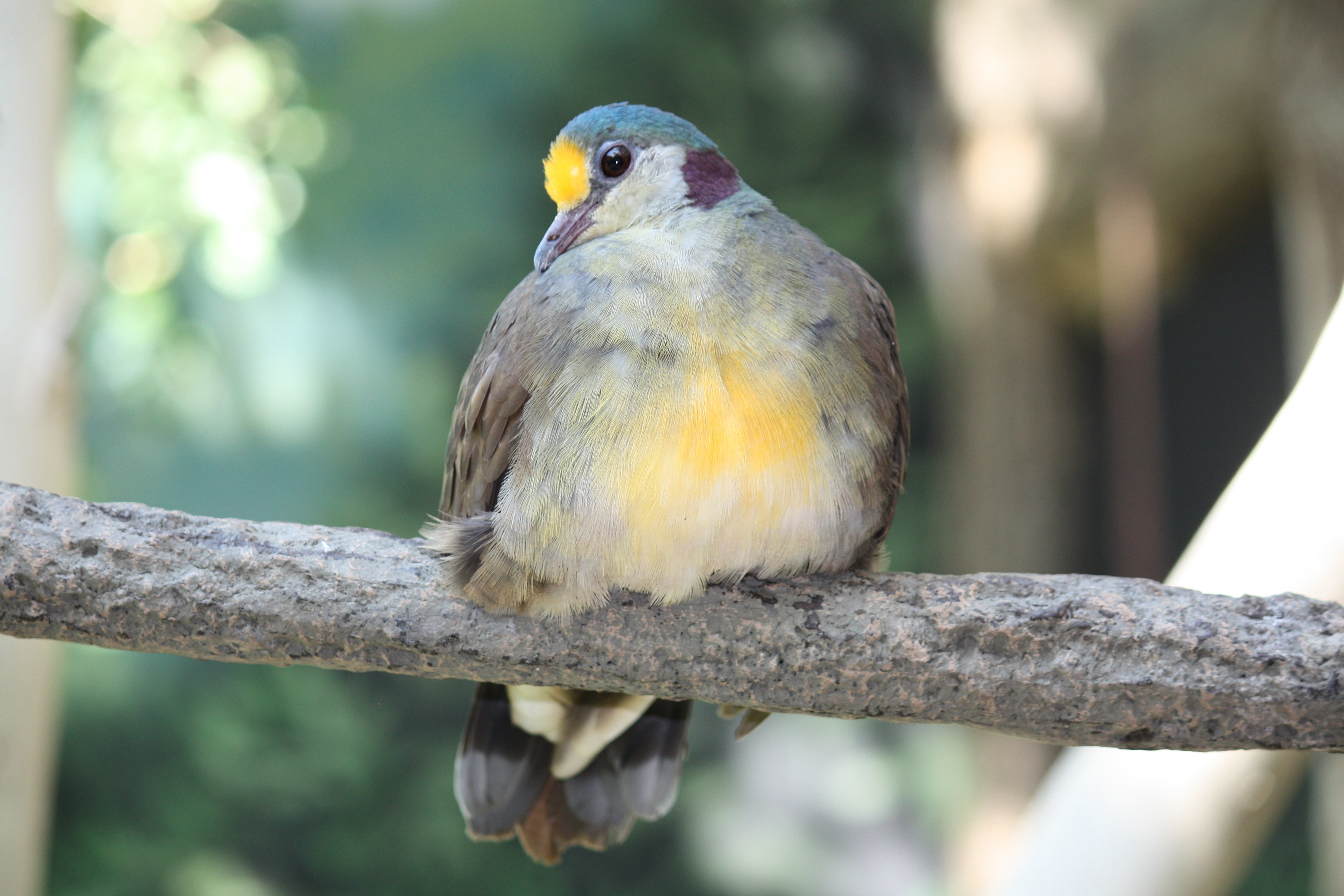
Hopftaube (Gallicolumba tristigmata)

- Dolchstichtauben (Gallicolumba) – 7 Arten
  - Bartlett-Dolchstichtaube (Gallicolumba crinigera)
  - Negros-Dolchstichtaube (Gallicolumba keayi)
  - Luzon-Dolchstichtaube (Gallicolumba luzonica)
  - Tawitawitaube (Gallicolumba menagei) (extrem selten oder vermutlich ausgestorben)
  - Platentaube (Gallicolumba platenae)
  - Goldbrusttaube (Gallicolumba rufigula)
  - Hopftaube (Gallicolumba tristigmata)

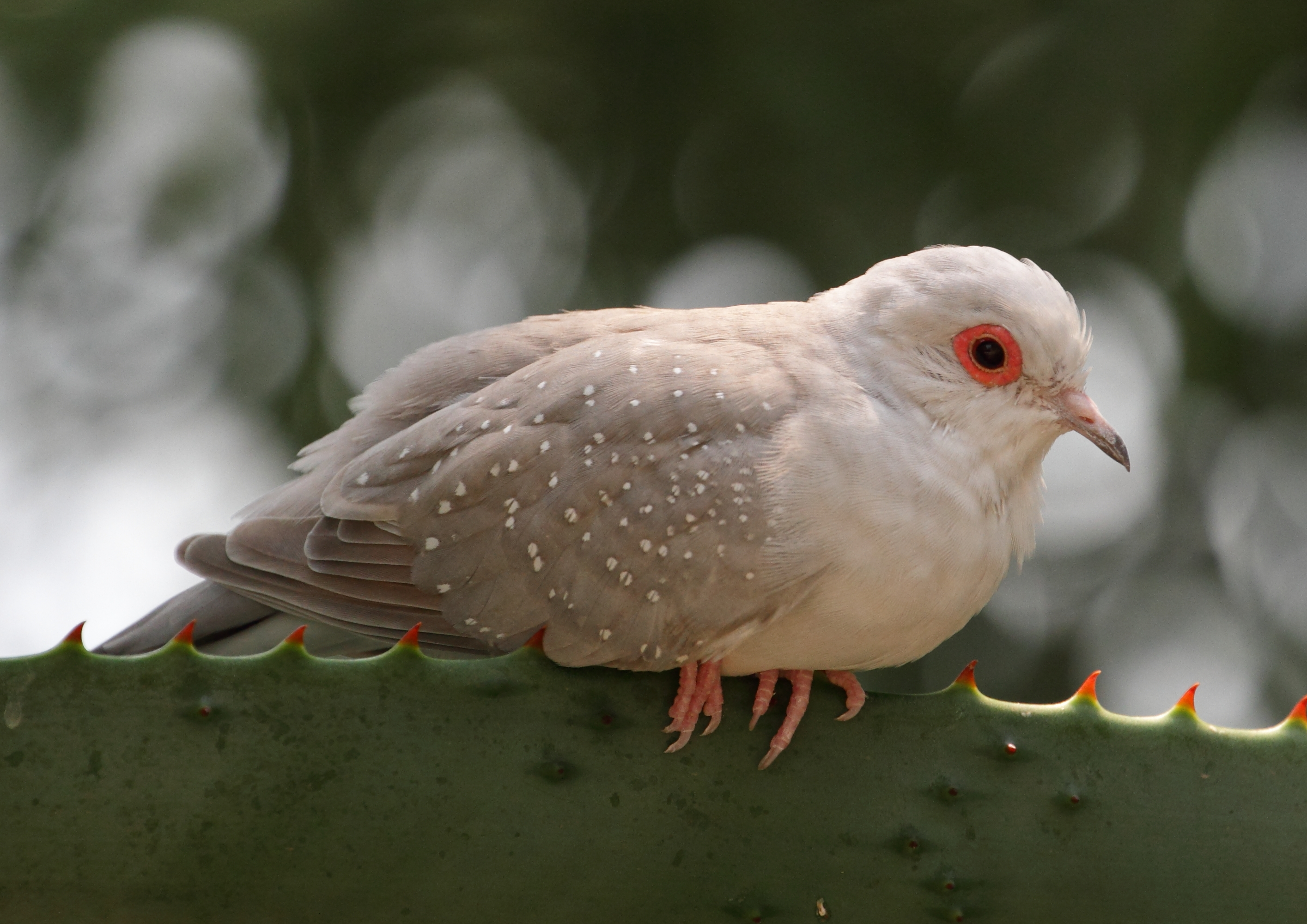
Diamanttaube (Geopelia cuneata)

- Indo-australische Kleintauben (Geopelia) – 5 Arten
  - Diamanttaube (Geopelia cuneata)
  - Kupfernackentaube (Geopelia humeralis)
  - Timortäubchen (Geopelia maugeus)
  - Friedenstäubchen (Geopelia placida)
  - Sperbertaube (Geopelia striata)

- Geophaps – 3 Arten
  - Rotschopftaube (Geophaps plumifera)
  - Buchstabentaube (Geophaps scripta)
  - Schuppenbrusttaube (Geophaps smithii)

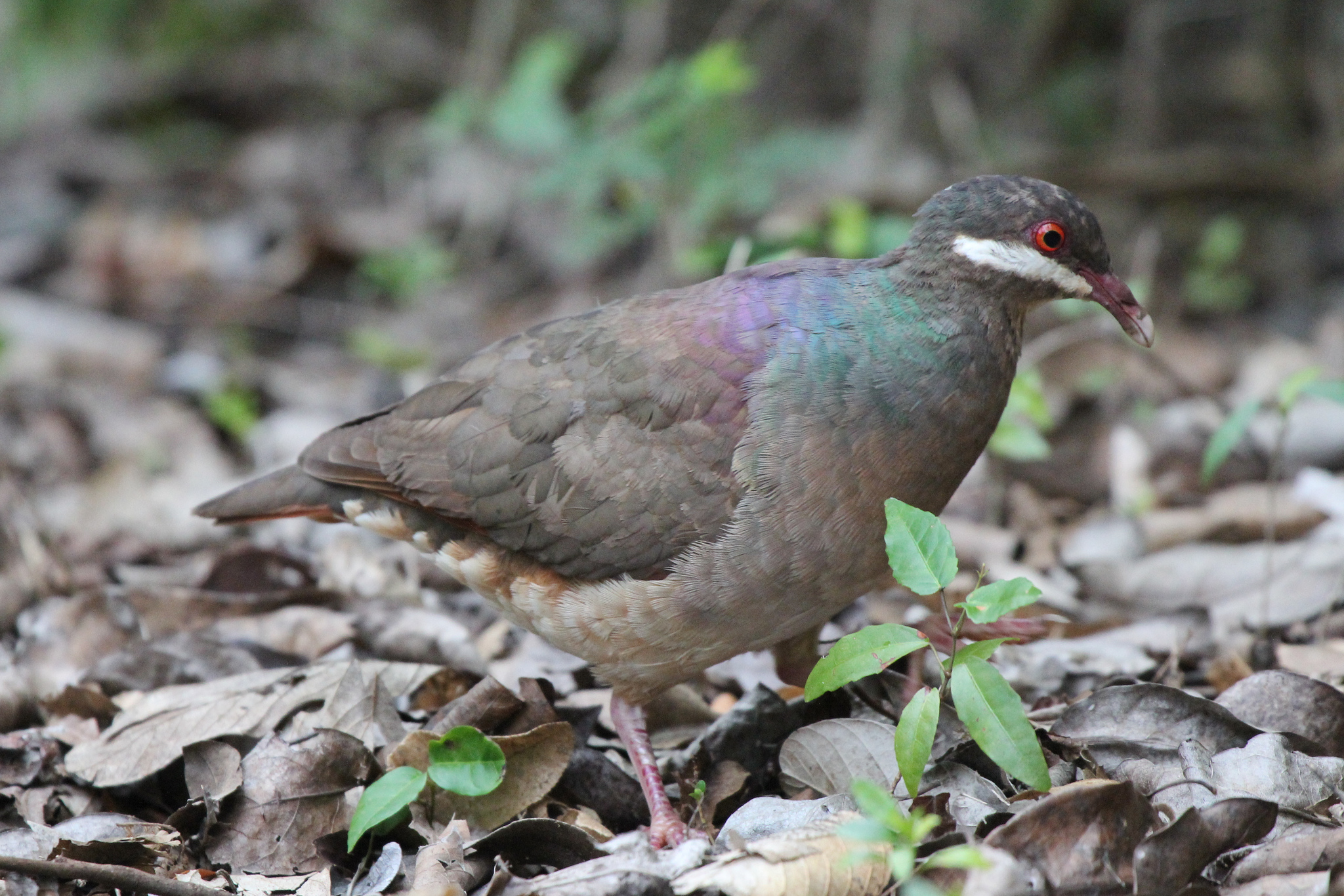
Schnurrbart-Erdtaube (Geotrygon mystacea)

- Amerikanische Erdtauben (Geotrygon) – 9 Arten
  - Gundlachtaube (Geotrygon caniceps)
  - Glanzerdtaube (Geotrygon chrysia)
  - Weißstirn-Gundlachtaube (Geotrygon leucometopia)
  - Bergtaube (Geotrygon montana)
  - Schnurrbart-Erdtaube (Geotrygon mystacea)
  - Purpursaphirtaube (Geotrygon purpurata)
  - Saphirtaube (Geotrygon saphirina)
  - Jamaika-Erdtaube (Geotrygon versicolor)
  - Violette Erdtaube (Geotrygon violacea)

- Krontauben (Goura) – 4 Arten
  - Krontaube (Goura cristata)

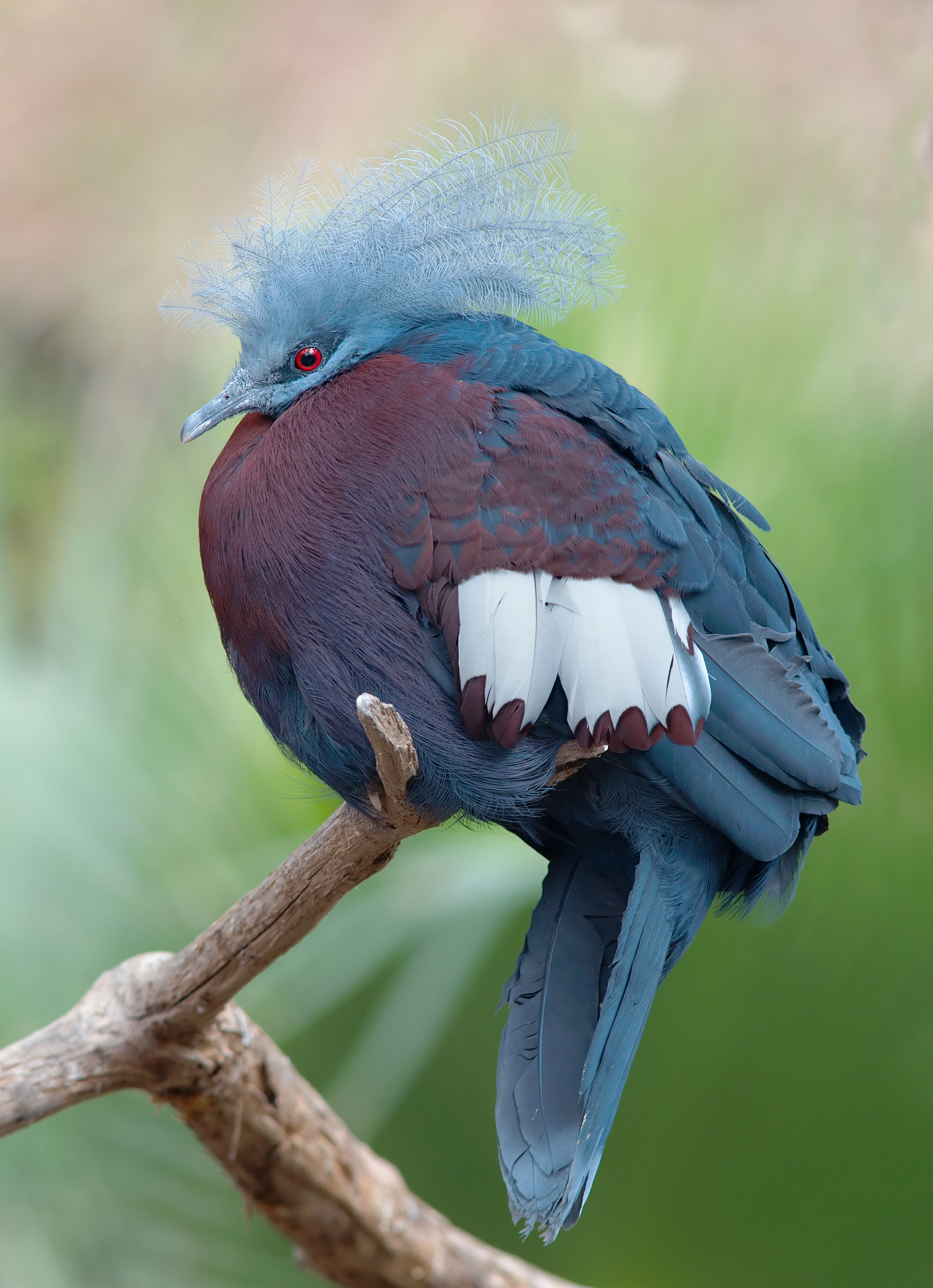
Sclaters Rotbrust-Krontaube (Goura sclaterii)

  - Rotbrust-Krontaube (Goura scheepmakeri)
  - Sclaters Rotbrust-Krontaube (Goura sclaterii)
  - Fächertaube (Goura victoria)

- Bergtauben (Gymnophaps) – 3 Arten
  - Albertistaube (Gymnophaps albertisii)
  - Langschwanz-Bergtaube (Gymnophaps mada)
  - Blasse Bergtaube (Gymnophaps solomonensis)

- Maori-Fruchttauben (Hemiphaga) – 1 Art
  - Maori-Fruchttaube (Hemiphaga novaeseelandiae)

- Henicophaps – 2 Arten
  - Weißscheiteltaube (Henicophaps albifrons)
  - Rotscheiteltaube (Henicophaps foersteri)

- Wongatauben (Leucosarcia) – 1 Art

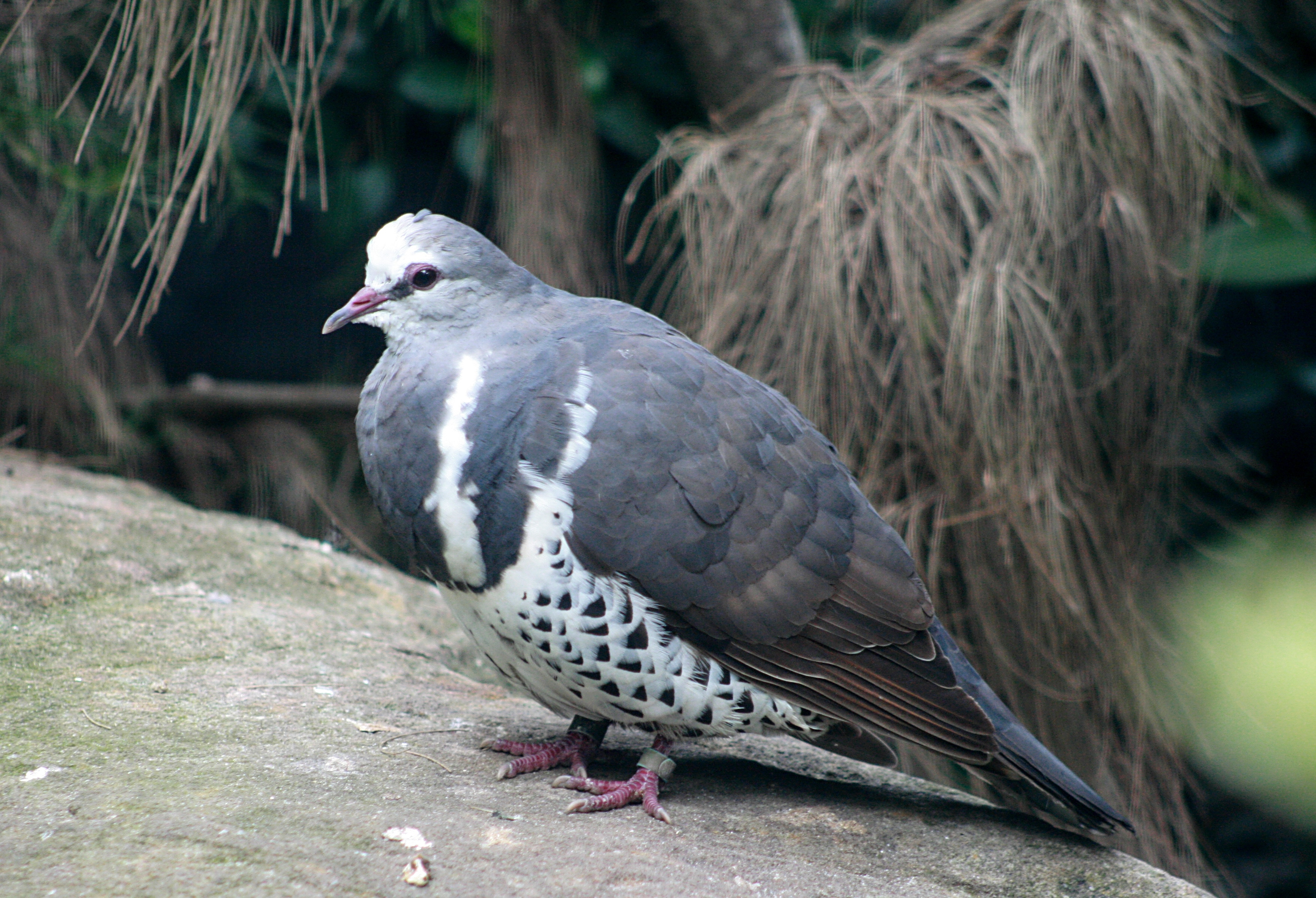
Wongataube (Leucosarcia melanoleuca)

  - Wongataube (Leucosarcia melanoleuca)

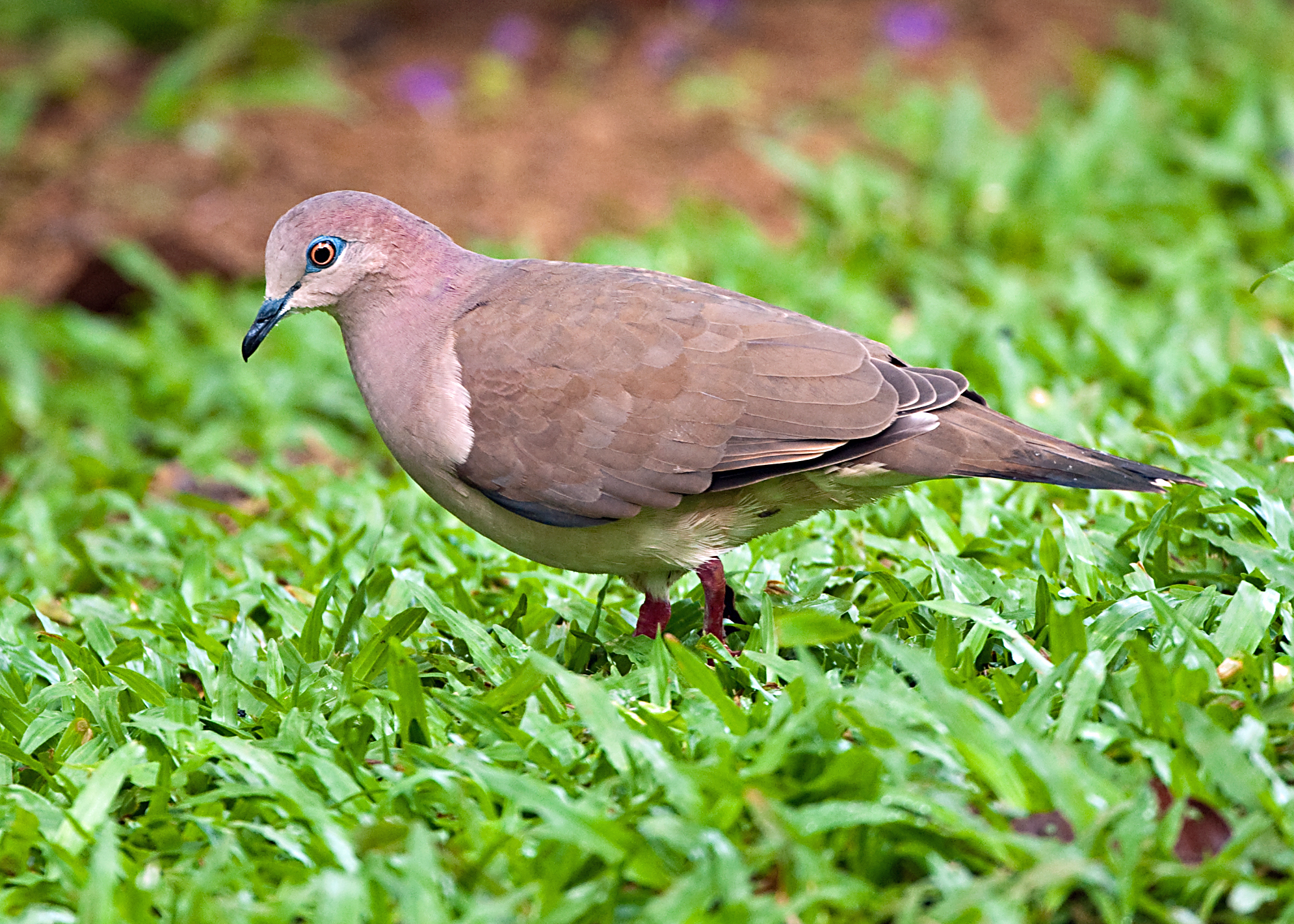
Weißstirntaube (Leptotila verreauxi)

- Schallschwingentauben (Leptotila) – 11 Arten
  - Braunrückentaube (Leptotila battyi)
  - Cassintaube (Leptotila cassinii)
  - Tolimataube (Leptotila conoveri)
  - Jamaikataube (Leptotila jamaicensis)
  - Weißgesichttaube (Leptotila megalura)
  - Gelbbauchtaube (Leptotila ochraceiventris)
  - Fahltaube (Leptotila pallida)
  - Graukopftaube (Leptotila plumbeiceps)
  - Rotachseltaube (Leptotila rufaxilla)
  - Weißstirntaube (Leptotila verreauxi)
  - Grenadataube (Leptotila wellsi)

- Leptotrygon – 1 Art[20]
  - Veragua-Wachteltaube (Leptotrygon veraguensis)

- Hauben-Fruchttauben (Lopholaimus) – 1 Art
  - Hauben-Fruchttaube (Lopholaimus antarcticus)

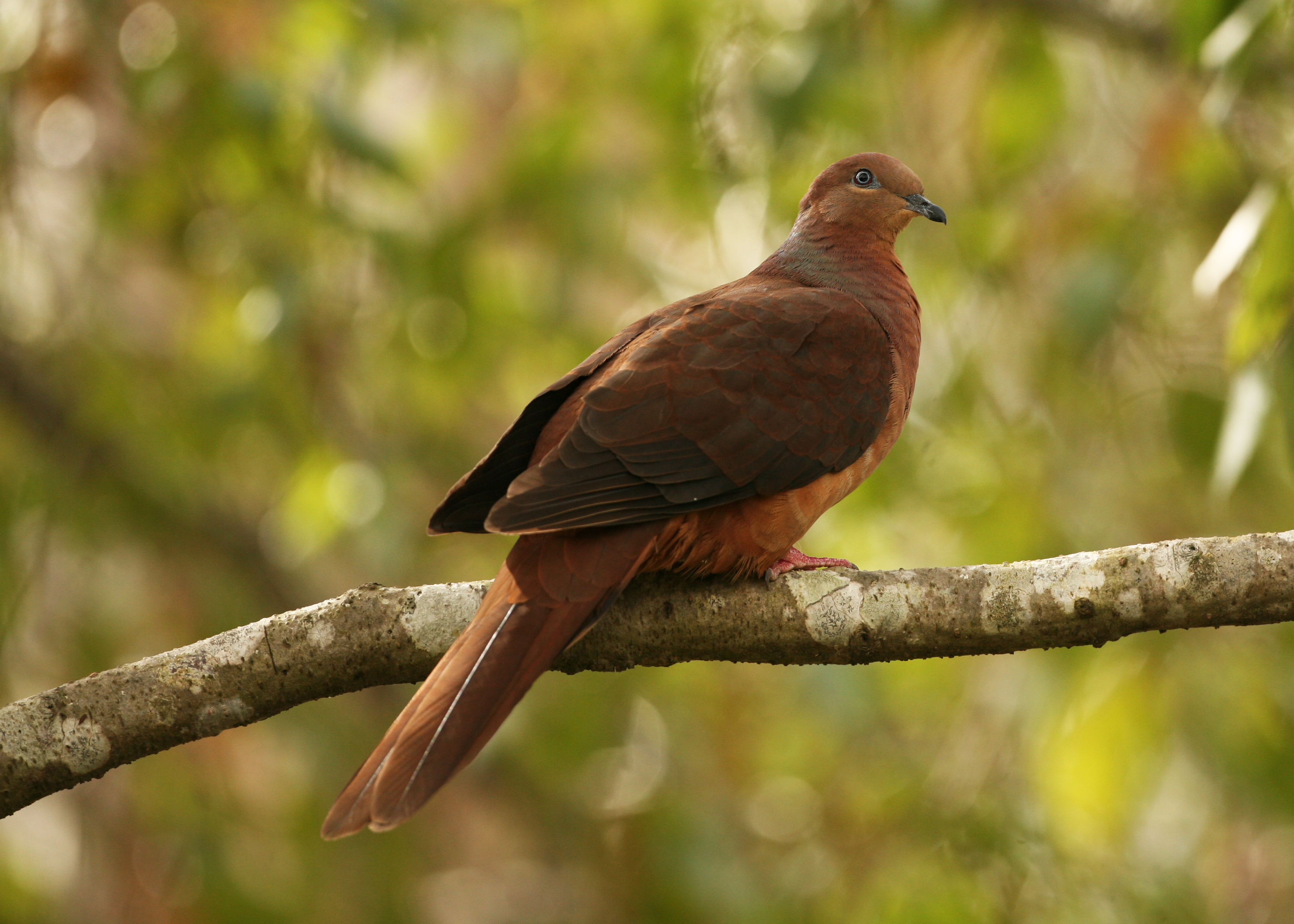
Rosabrust-Kuckuckstaube (Macropygia amboinensis)

- Kuckuckstauben (Macropygia) – 10 Arten
  - Rosabrust-Kuckuckstaube (Macropygia amboinensis)
  - Indonesien-Kuckuckstaube (Macropygia emiliana)
  - Fuchsrote Kuckuckstaube (Macropygia mackinlayi)
  - Große Kuckuckstaube (Macropygia magna)
  - Zwergkuckuckstaube (Macropygia nigrirostris)
  - Dunkle Kuckuckstaube (Macropygia phasianella)
  - Kleine Kuckuckstaube (Macropygia ruficeps)
  - Andamanen-Kuckuckstaube (Macropygia rufipennis)
  - Philippinen-Kuckuckstaube (Macropygia tenuirostris)
  - Malayische Kuckuckstaube (Macropygia unchall)

- Metriopelia – 4 Arten

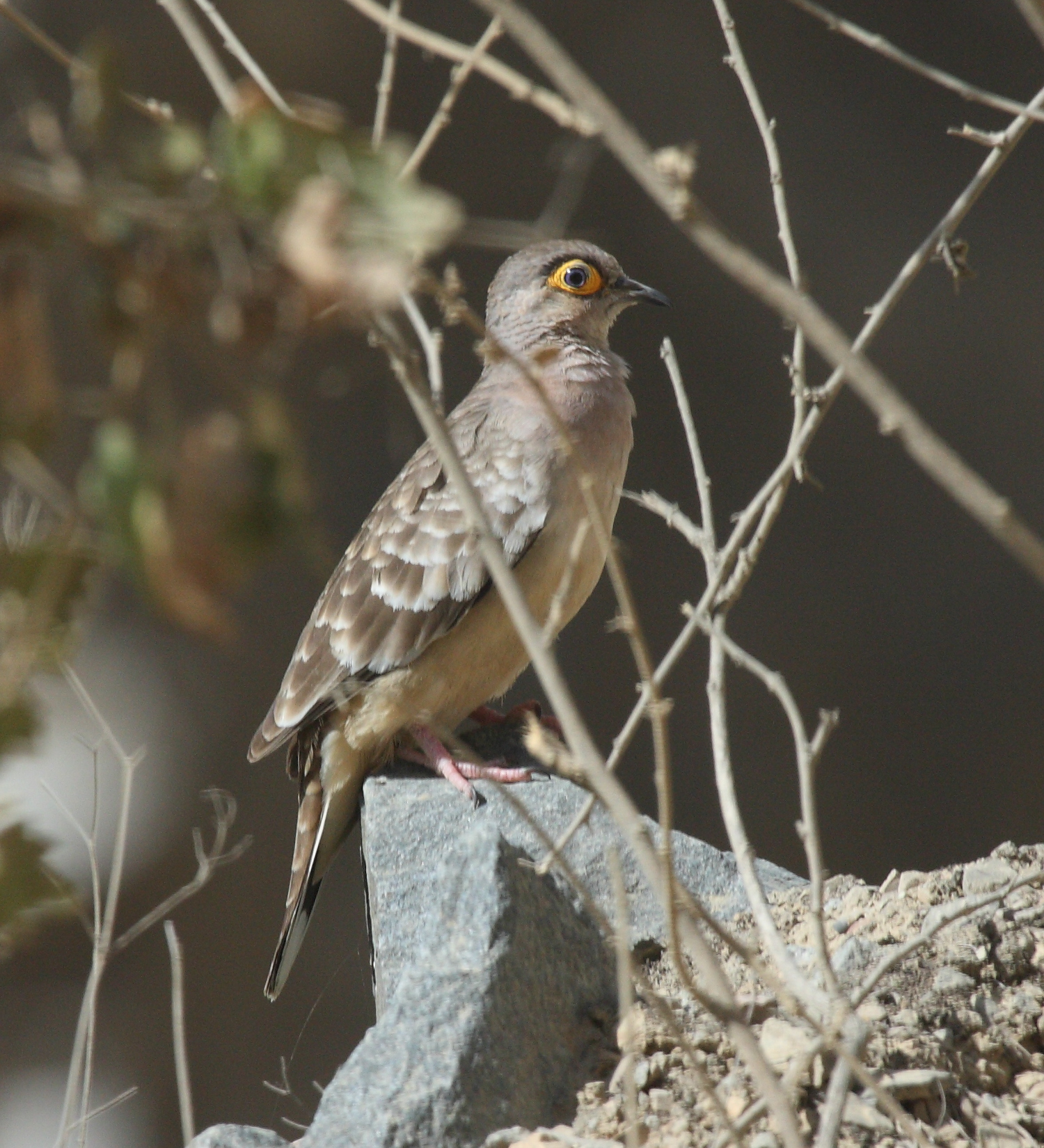
Brillentäubchen (Metriopelia ceciliae)

  - Aymaratäubchen (Metriopelia aymara)
  - Brillentäubchen (Metriopelia ceciliae)
  - Kordillerentäubchen (Metriopelia melanoptera)
  - Morenotäubchen (Metriopelia morenoi)

- Microgoura – 1 Art
  - Salomonentaube (Microgoura meeki) †

- Nesoenas – 3 Arten, davon 1 †
  - Rosentaube (Nesoenas mayeri)
  - Madagaskar-Turteltaube (Nesoenas picturata)
  - Nesoenas rodericana †

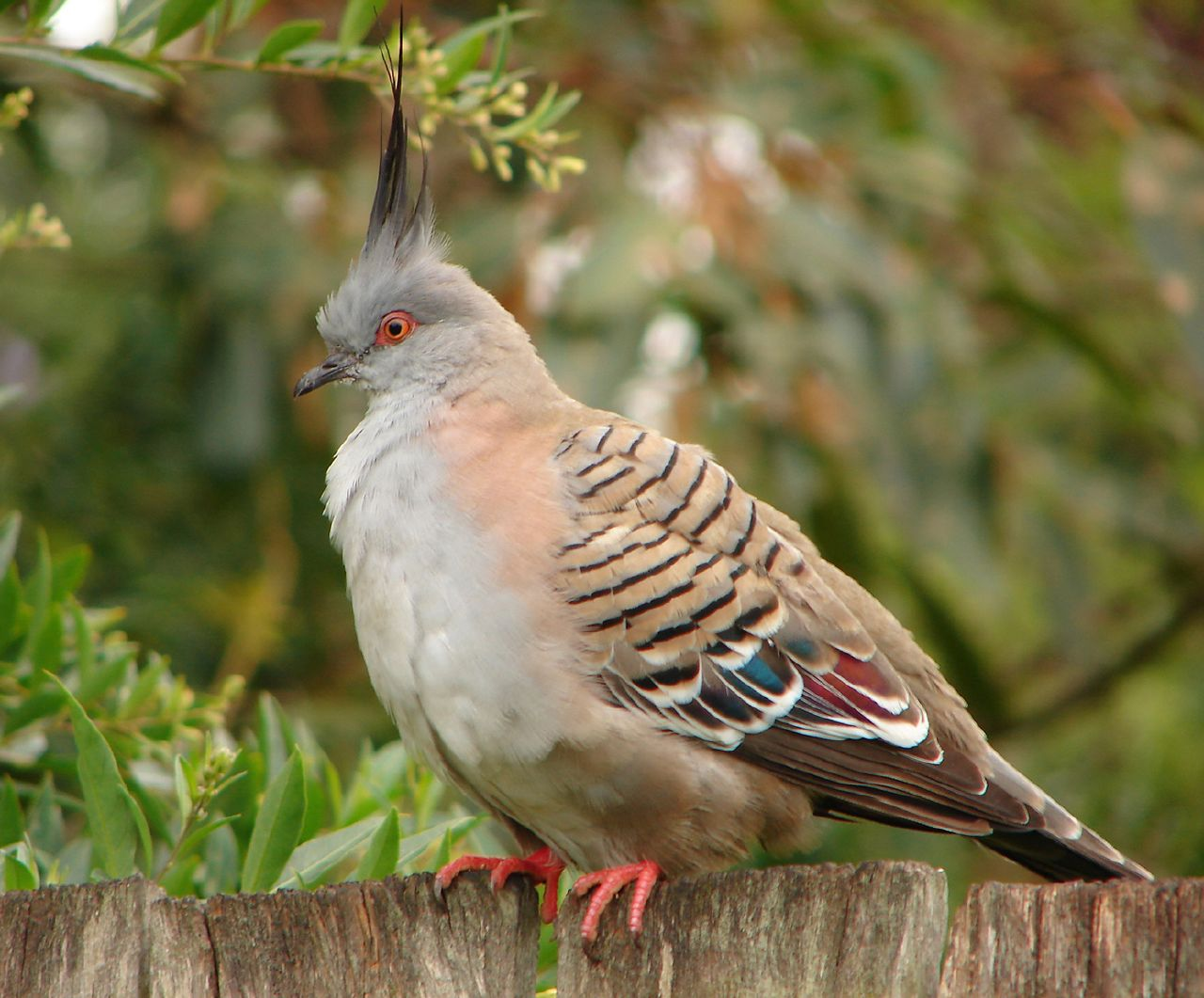
Spitzschopftaube (Ocyphaps lophotes)

- Spitzschopftauben (Ocyphaps) – 1 Art
  - Spitzschopftaube (Ocyphaps lophotes)

- Kaptäubchen (Oena) – 1 Art
  - Kaptäubchen (Oena capensis)

- Fasanentauben (Otidiphaps) – 1 Art
  - Fasanentaube (Otidiphaps nobilis)

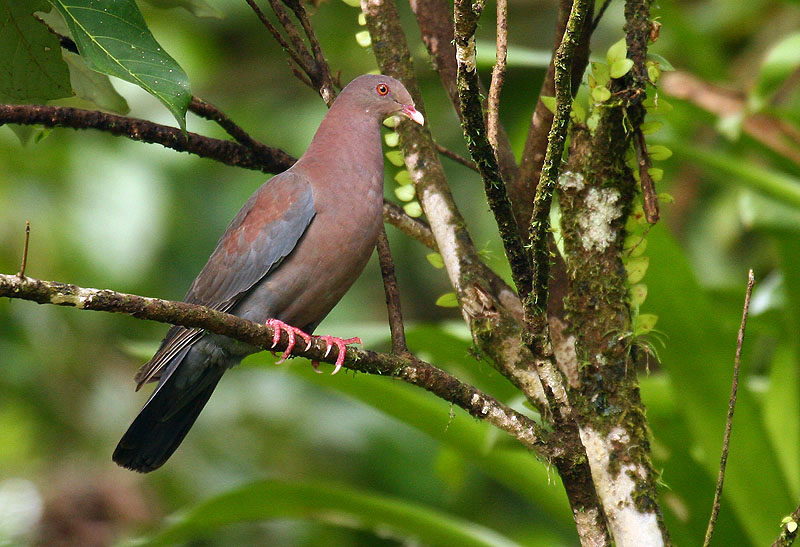
Rotschnabeltaube (Patagioenas flavirostris)

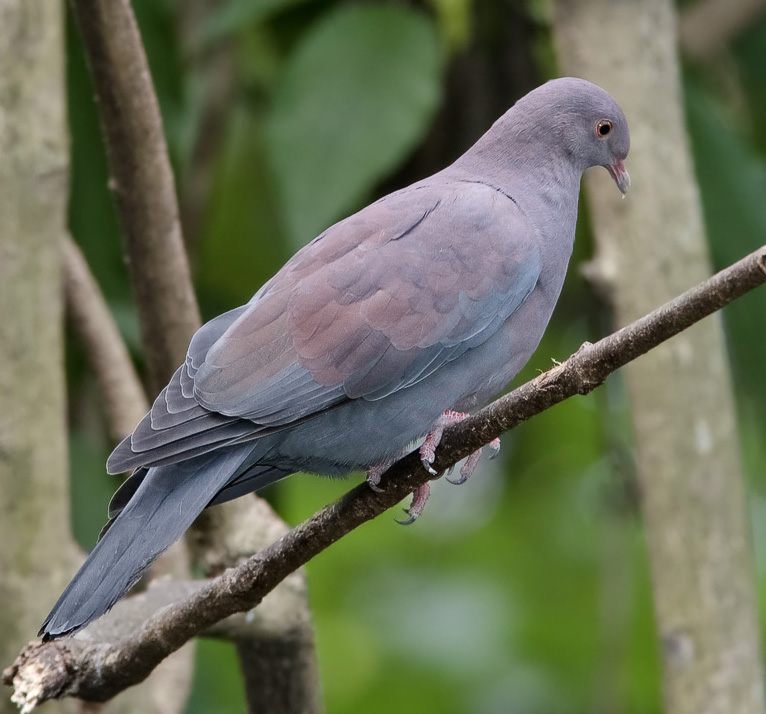
Salvintaube (Patagioenas oenops)

- Amerikanische Feldtauben (Patagioenas) – 17 Arten
  - Araukanertaube (Patagioenas araucana)
  - Karibentaube (Patagioenas caribaea)
  - Rotrückentaube (Patagioenas cayennensis)
  - Nacktaugentaube (Amerikanische Feldtaube) (Patagioenas corensis)
  - Schuppenhalstaube (Patagioenas fasciata)
  - Rotschnabeltaube (Patagioenas flavirostris)
  - Goodsontaube (Patagioenas goodsoni)
  - Rosenschultertaube (Patagioenas inornata)
  - Weißkopftaube (Patagioenas leucocephala)
  - Fleckentaube (Patagioenas maculosa)
  - Kurzschnabeltaube (Patagioenas nigrirostris)
  - Salvintaube (Patagioenas oenops)
  - Picazurotaube (Patagioenas picazuro)
  - Weintaube (Patagioenas plumbea)
  - Schuppenbauchtaube (Patagioenas speciosa)
  - Antillentaube (Patagioenas squamosa)
  - Purpurtaube (Patagioenas subvinacea)

- Australische Bodentauben (Petrophassa) – 2 Arten
  - Weißspiegeltaube (Petrophassa albipennis)
  - Rotspiegeltaube (Petrophassa rufipennis)

- Pezophaps – 1 Art
  - Rodrigues-Solitär (Pezophaps solitaria) †

- Braune Fruchttauben (Phapitreron) – 8 Arten
  - Amethysttaube (Phapitreron amethystina)
  - Braunkopftaube (Phapitreron brunneiceps)
  - Dunkelohrtaube oder Grauscheiteltaube (Phapitreron cinereiceps)
  - Cebutaube (Phapitreron frontalis)
  - Philippinen-Schwarzstrichtaube oder Ohrstreiftaube (Phapitreron leucotis)
  - Westvisayataube (Phapitreron maculipectus)

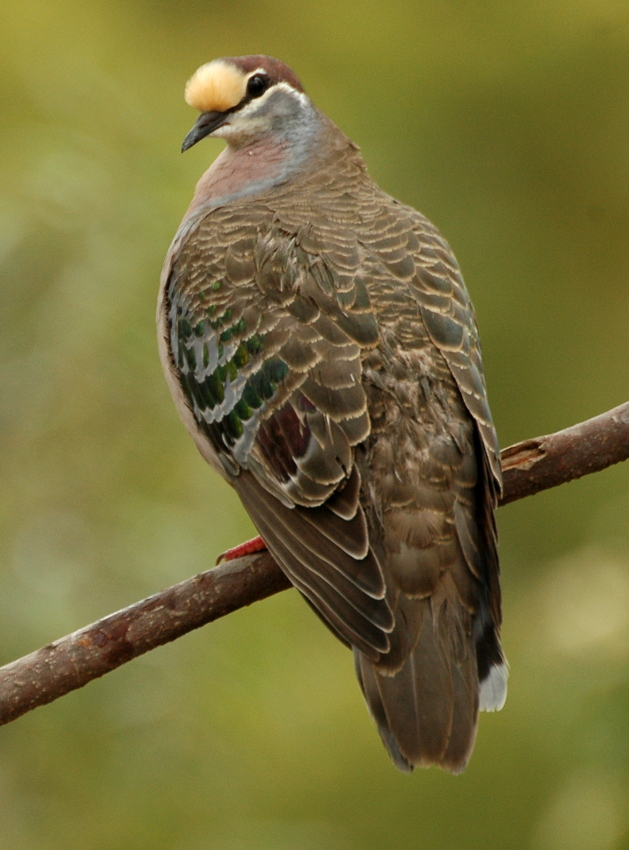
Bronzeflügeltaube (Phaps chalcoptera)

- Bronzeflügeltauben (Phaps) – 3 Arten
  - Bronzeflügeltaube (Phaps chalcoptera)
  - Buschtaube (Phaps elegans)
  - Harlekintaube (Phaps histrionica)

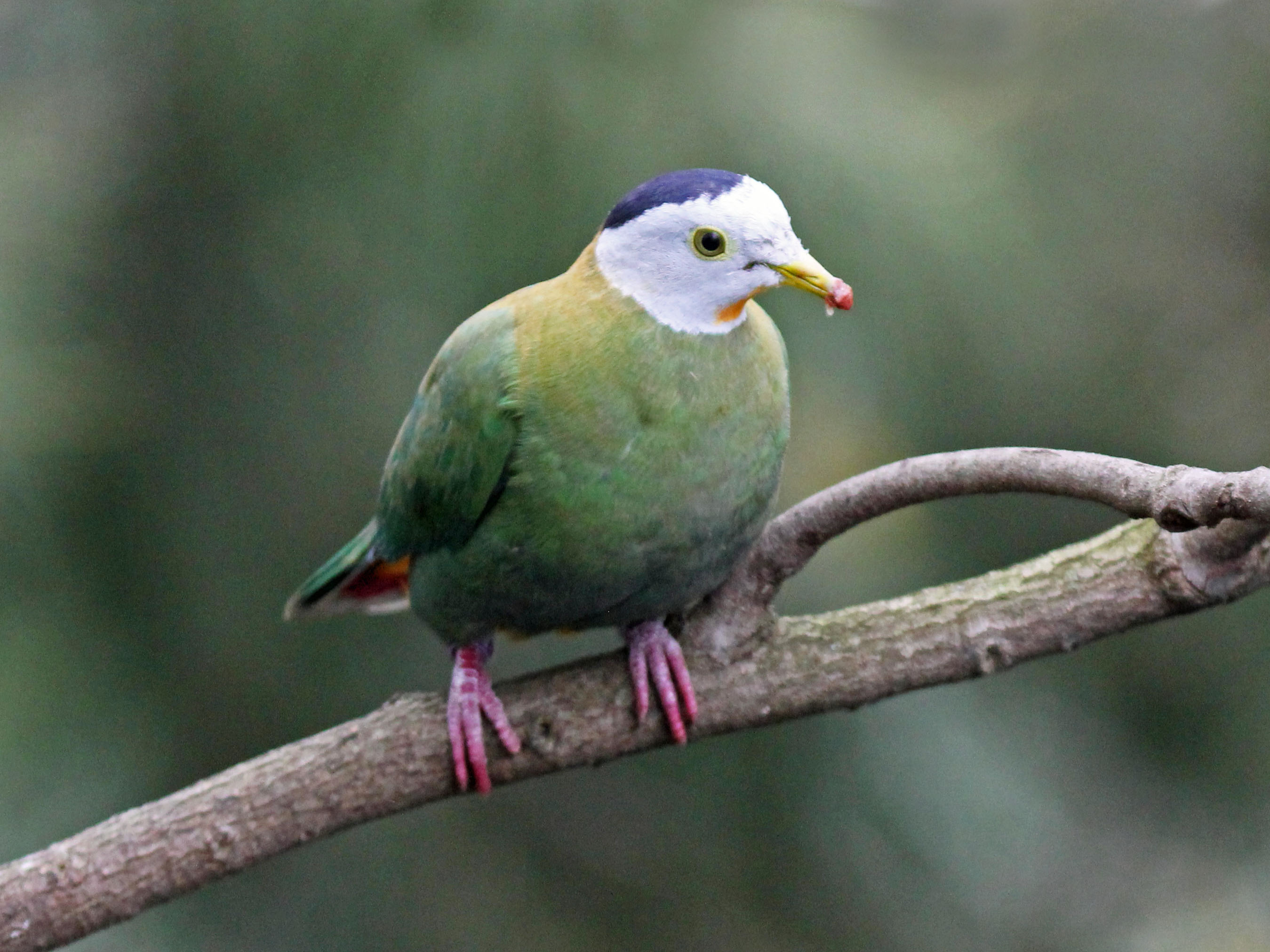
Schwarznacken-Fruchttaube (Ptilinopus melanospilus)

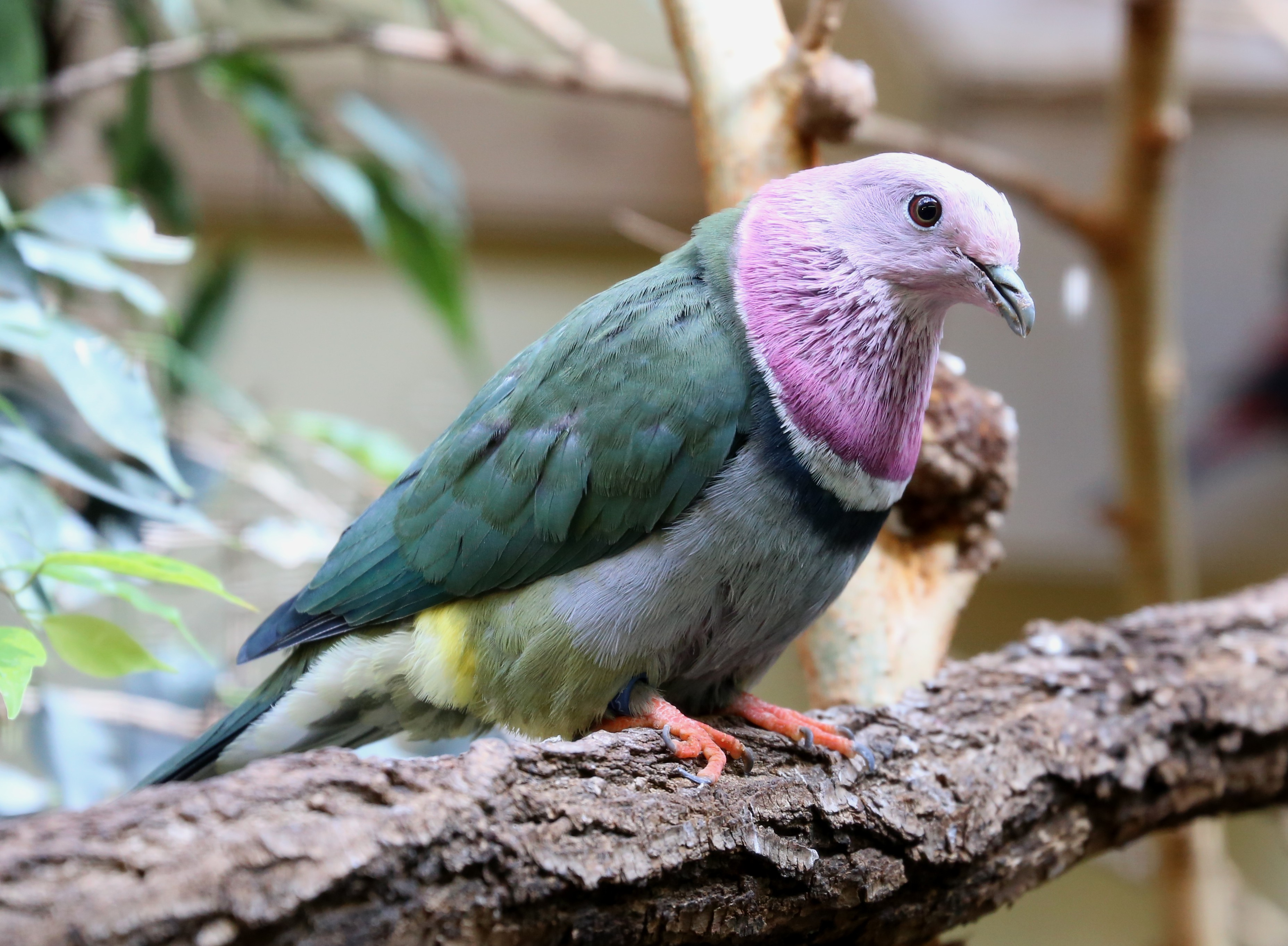
Rothals-Flaumfußtaube (Ptilinopus porphyreus)

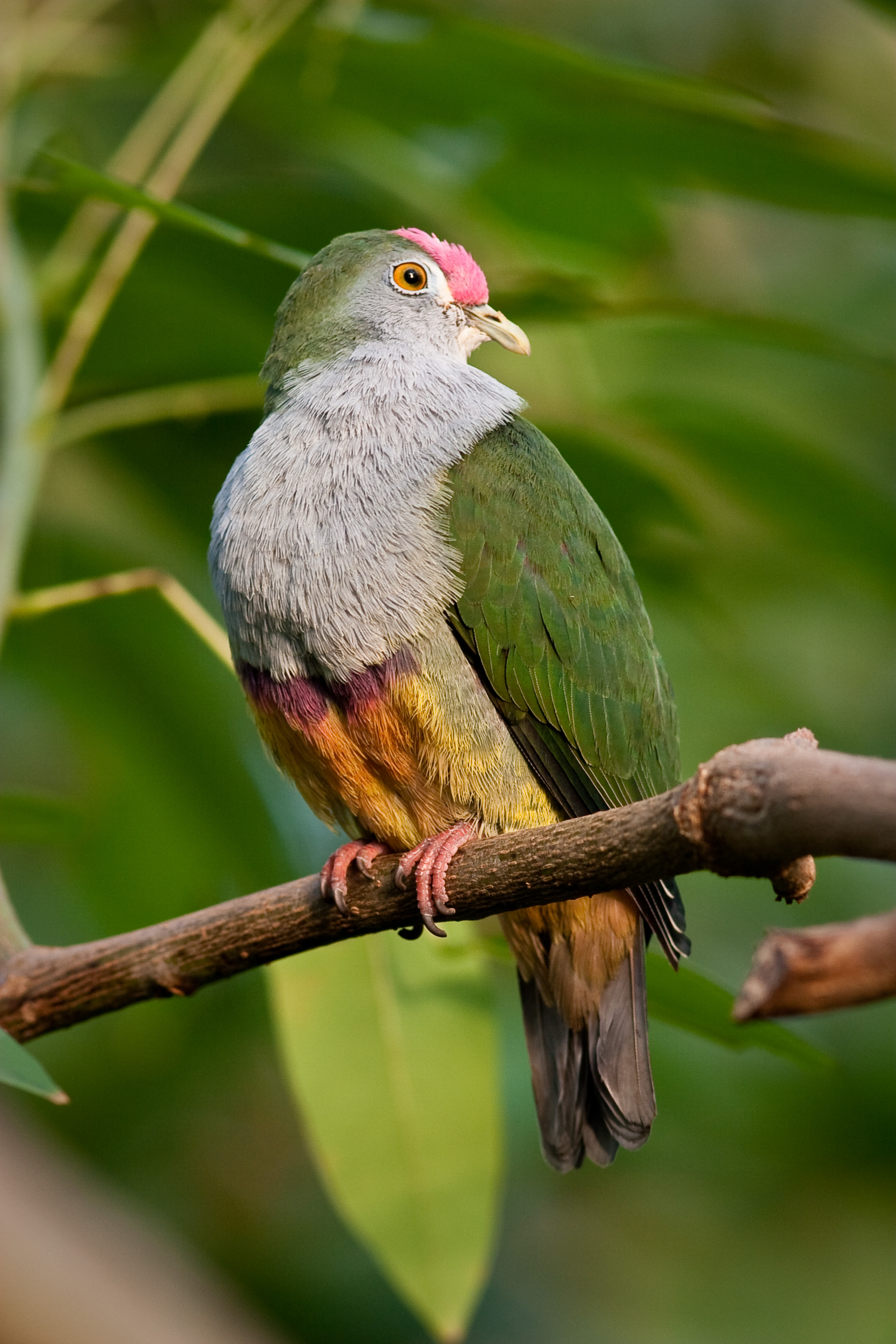
Schöne Flaumfußtaube (Ptilinopus pulchellus)

- Flaumfußtauben (Ptilinopus) – 50 Arten
  - Graubauch-Fruchttaube (Ptilinopus alligator)
  - Negros-Fruchttaube (Ptilinopus arcanus) (vermutlich ausgestorben)
  - Gelbstirn-Fruchttaube (Ptilinopus aurantiifrons)
  - Scharlachbrust-Fruchttaube (Ptilinopus bernsteinii)
  - Makateafruchttaube (Ptilinopus chalcurus)
  - Weißkopf-Flaumfußtaube (Ptilinopus cinctus)
  - Tuamotufruchttaube (Ptilinopus coralensis)
  - Lilakappen-Fruchttaube (Ptilinopus coronulatus)
  - Rotnacken-Flaumfußtaube (Ptilinopus dohertyi)
  - Weißkappen-Fruchttaube (Ptilinopus dupetithouarsii)
  - Weißkopf-Fruchttaube (Ptilinopus eugeniae)
  - Fischerfruchttaube (Ptilinopus fischeri)
  - Karunkel-Fruchttaube oder Warzenfruchttaube ( Ptilinopus granulifrons)
  - Rotbauch-Fruchttaube (Ptilinopus greyii)
  - Rapafruchttaube (Ptilinopus huttoni)
  - Blaukopf-Fruchttaube (Ptilinopus hyogaster)
  - Knopf-Flaumfußtaube (Ptilinopus insolitus)
  - Henderson-Fruchttaube (Ptilinopus insularis)
  - Orangebauch-Fruchttaube (Ptilinopus iozonus)
  - Jambufruchttaube (Ptilinopus jambu)
  - Gelbkopf-Fruchttaube (Ptilinopus layardi)
  - Schwarzkehl-Fruchttaube (Ptilinopus leclancheri)
  - Gelbe Fidschi-Flaumfußtaube (Ptilinopus luteovirens)
  - Langschwanz-Fruchttaube (Ptilinopus magnificus)
  - Blutschwingen-Fruchttaube (Ptilinopus marchei)
  - Schwarznacken-Fruchttaube ( Ptilinopus melanospilus)
  - Rotbart-Fruchttaube (Ptilinopus mercierii) (vermutlich ausgestorben)
  - Merrill-Fruchttaube (Ptilinopus merrilli)
  - Blaukappen-Fruchttaube (Ptilinopus monacha)
  - Zwergfruchttaube (Ptilinopus nanus)
  - Gelbbrust-Fruchttaube (Ptilinopus occipitalis)
  - Schmuckfruchttaube (Ptilinopus ornatus)
  - Palau-Fruchttaube (Ptilinopus pelewensis)
  - Rosaflecken-Fruchttaube (Ptilinopus perlatus)
  - Gilbflaumfußtaube (Ptilinopus perousii)
  - Rotscheitel-Fruchttaube (Ptilinopus porphyraceus)
  - Rothals-Flaumfußtaube (Ptilinopus porphyreus)
  - Schöne Flaumfußtaube (Ptilinopus pulchellus)
  - Purpurkappen-Fruchttaube (Ptilinopus purpuratus)
  - Rarotonga-Fruchttaube (Ptilinopus rarotongensis)
  - Rosakappen-Fruchttaube (Ptilinopus regina)
  - Salomonen-Fruchttaube (Ptilinopus richardsii)
  - Korallen-Flaumfußtaube (Ptilinopus rivoli)
  - Marianen-Fruchttaube (Ptilinopus roseicapilla)
  - Gelbbauch-Fruchttaube (Ptilinopus solomonensis)
  - Dunkelkinn-Fruchttaube (Ptilinopus subgularis)
  - Prachtfruchttaube (Ptilinopus superbus)
  - Silberfleck-Fruchttaube (Ptilinopus tannensis)
  - Rotlatz-Fruchttaube (Ptilinopus viridis)
  - Rote Fidschi-Flaumfußtaube (Ptilinopus victor)
  - Goldschulter-Fruchttaube (Ptilinopus wallacii)

- Raphus – 1 Art
  - Dodo (Raphus cucullatus) †

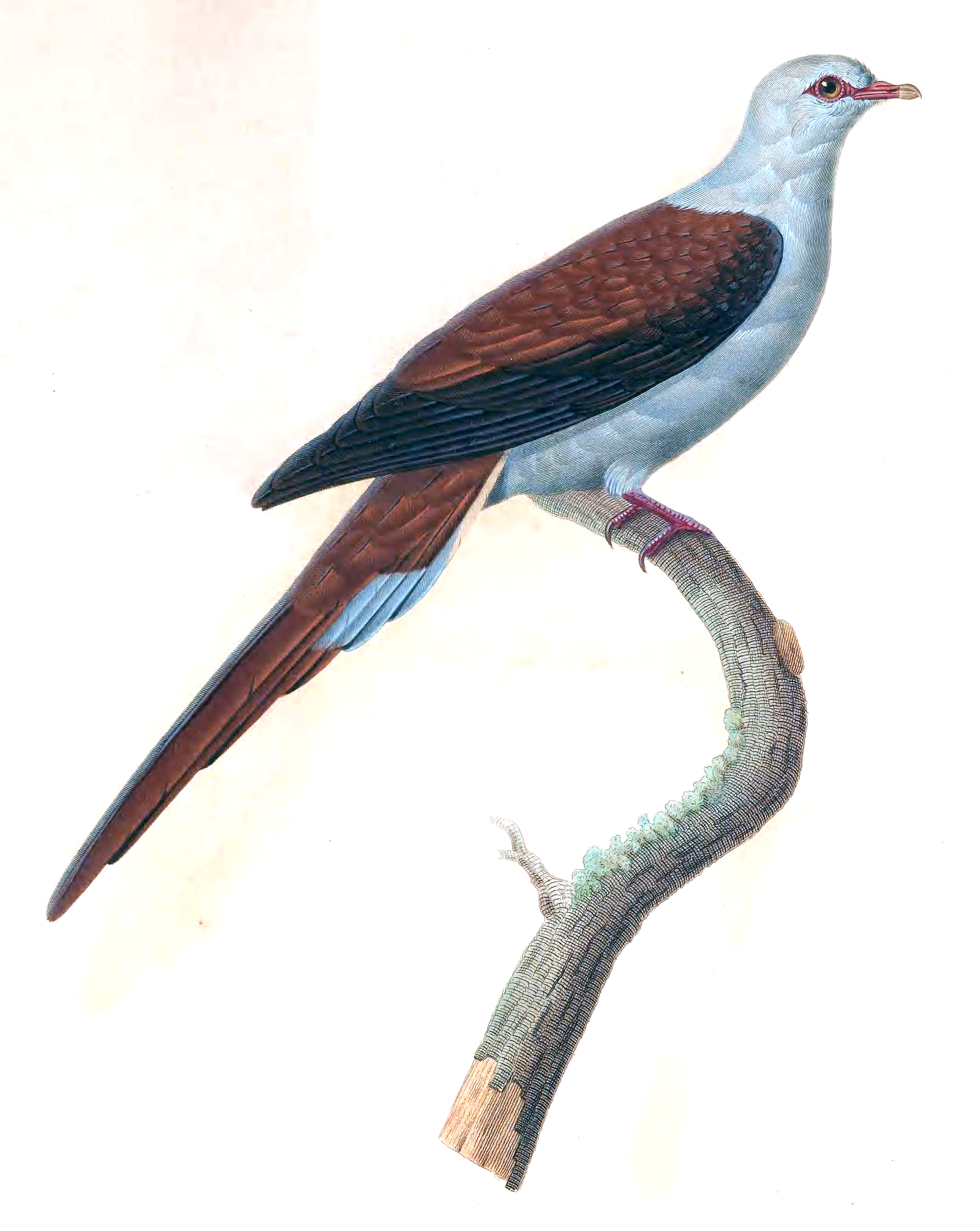
Rotbraune Reinwardttaube (Reinwardtoena reinwardtii)

- Langschwanztauben (Reinwardtoena) – 3 Arten
  - Schwarze Reinwardttaube (Reinwardtoena browni)
  - Salomonen-Schopftaube (Reinwardtoena crassirostris)
  - Rotbraune Reinwardttaube (Reinwardtoena reinwardtii)

- Scardafella – 2 Arten
  - Inkatäubchen (Scardafella inca)
  - Schuppentäubchen (Scardafella squammata)

- Spilopelia – 2 Arten
  - Perlhalstaube (Spilopelia chinensis)
  - Palmtaube (Spilopelia senegalensis)

- Kubatauben (Starnoenas) – 1 Art
  - Kubataube (Starnoenas cyanocephala)

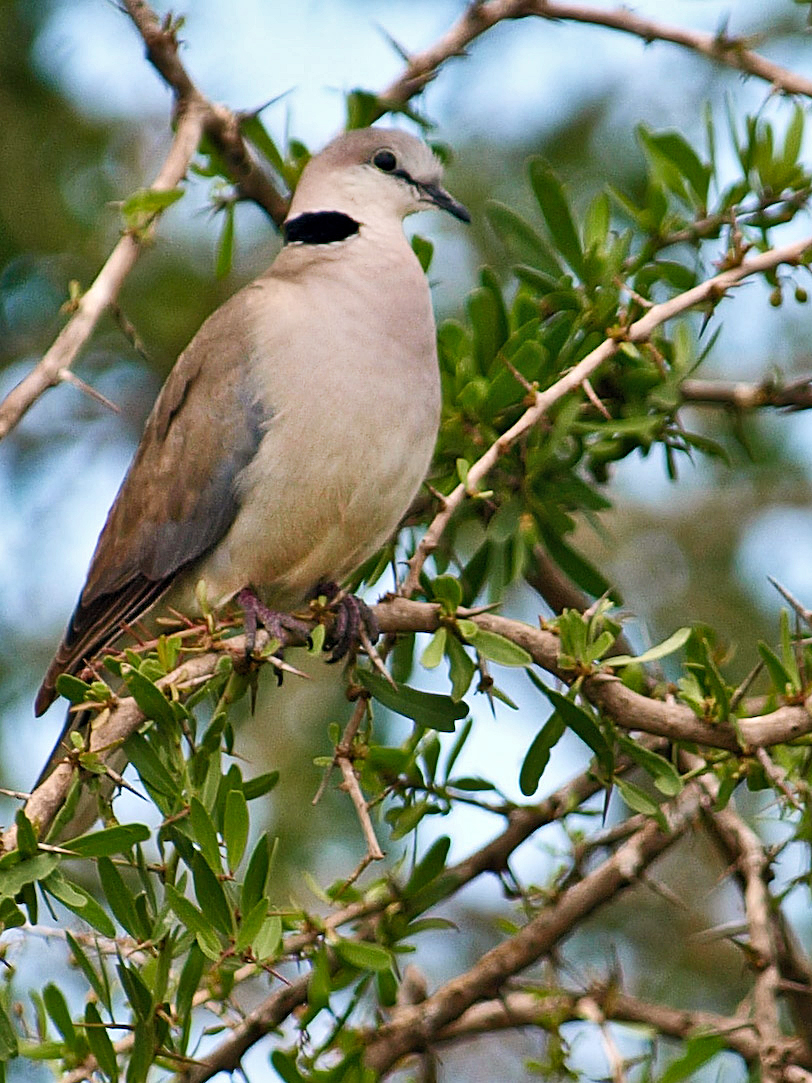
Kapturteltaube (Streptopelia capicola)

- Turteltauben (Streptopelia) – 13 Arten
  - Kichertaube (Streptopelia bitorquata)
  - Kapturteltaube (Streptopelia capicola)
  - Türkentaube (Streptopelia decaocto)
  - Brillentaube (Streptopelia decipiens)
  - Adamaua-Turteltaube (Streptopelia hypopyrrha)
  - Trauerturteltaube (Streptopelia lugens)
  - Orientturteltaube (Streptopelia orientalis)
  - Reichenowtaube (Streptopelia reichenowi)
  - Nordafrikanische Lachtaube (Streptopelia roseogrisea)
  - Halbmondtaube (Streptopelia semitorquata)
  - Weinrote Halsringtaube (Streptopelia tranquebarica)
  - Turteltaube (Streptopelia turtur)
  - Röteltaube (Streptopelia vinacea)

- Grüntauben (Treron) – 31 Arten

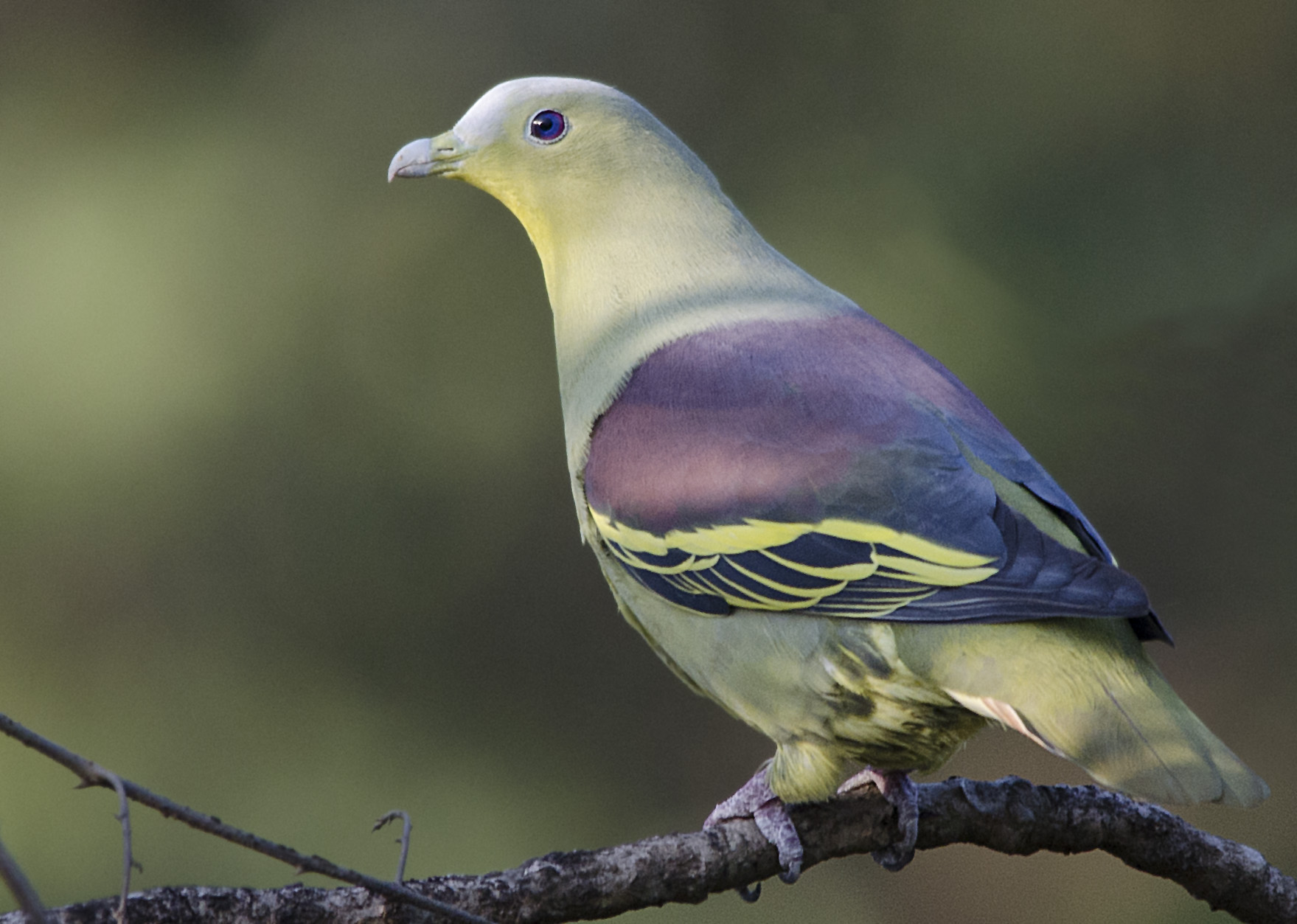
Graustirn-Pompadourtaube (Treron affinis)

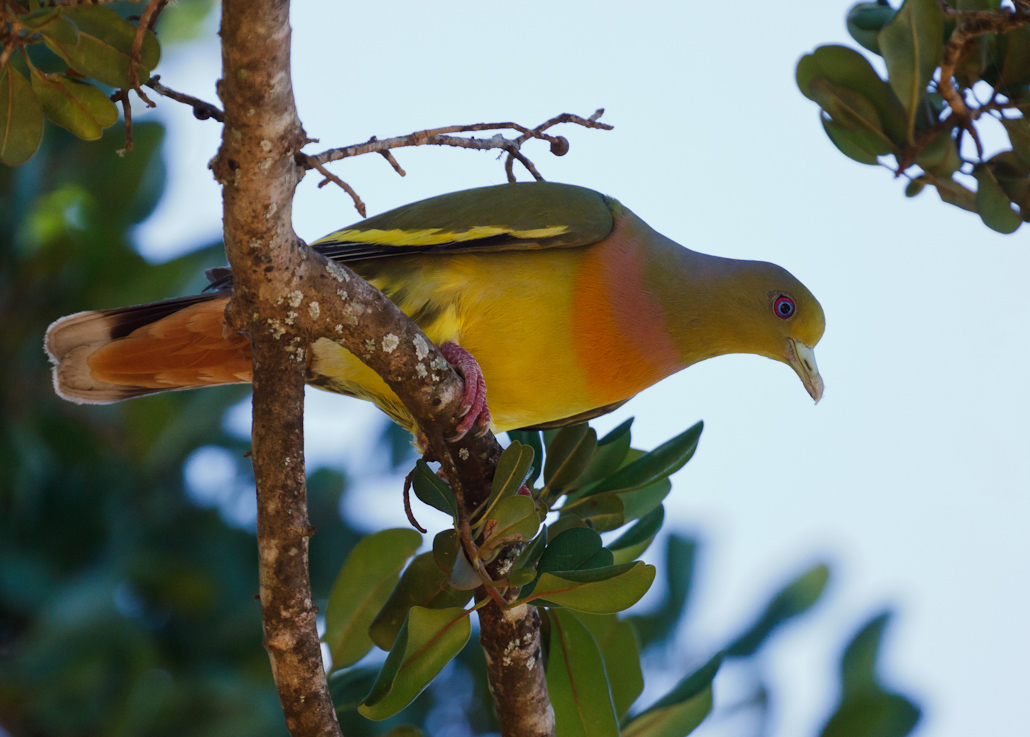
Bindengrüntaube (Treron bicincta)

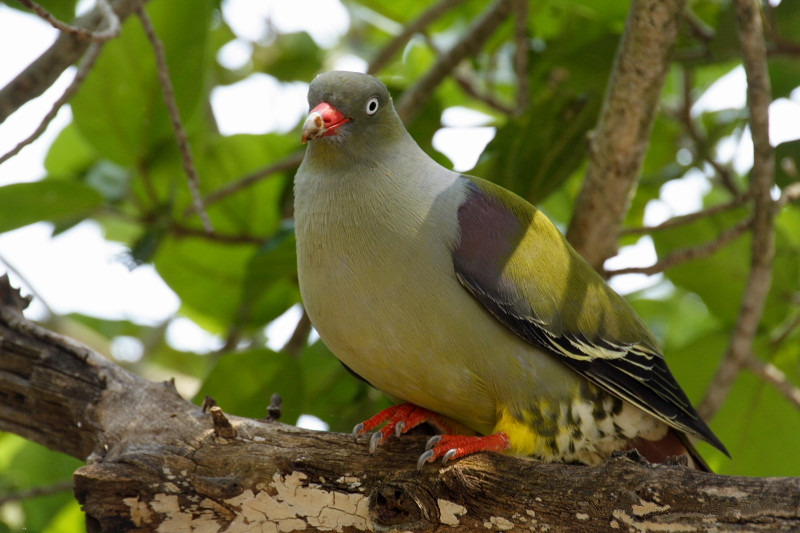
Nacktgesicht-Grüntaube (Treron calva)

  - Graustirn-Pompadourtaube (Treron affinis)
  - Spitzschwanz-Grüntaube (Treron apicauda)
  - Molukken-Pompadourtaube (Treron aromaticus)
  - Madagaskar-Grüntaube (Treron australis)
  - Philippinen-Pompadourtaube (Treron axillaris)
  - Bindengrüntaube (Treron bicincta)
  - Nacktgesicht-Grüntaube (Treron calva)
  - Große Grüntaube (Treron capellei)
  - Andamanen-Pompadourtaube (Treron chloropterus)
  - Dickschnabel-Grüntaube (Treron curvirostra)
  - Graubrust-Grüntaube (Treron delalandii)
  - Flores-Grüntaube (Treron floris)
  - Formosa-Grüntaube (Treron formosae)
  - Zimtkopf-Grüntaube (Treron fulvicollis)
  - Graumasken-Grüntaube (Treron griseicauda)
  - Komoren-Grüntaube (Treron griveaudi)
  - Kleine Grüntaube (Treron olax)
  - Gelbbauch-Grüntaube (Treron oxyurus)
  - Riukiu-Grüntaube (Treron permagnus)
  - Aschkopf-Pompadourtaube (Treron phayrei)
  - Rotschulter-Grüntaube (Treron phoenicoptera)
  - Pembagrüntaube (Treron pembaensis)
  - Andamanen-Grüntaube (Treron pompadora)
  - Grüne Timortaube (Treron psittacea)
  - Sao-Thomé-Grüntaube (Treron sanctithomae)
  - Weißbauch-Grüntaube (Treron seimundi)
  - Siebold-Grüntaube (Treron sieboldii)
  - Keilschwanz-Grüntaube (Treron sphenurus)
  - Sumba-Grüntaube (Treron teysmannii)
  - Frühlingstaube (Treron vernans)
  - Waaliagrüntaube (Treron waalia)

- Dickschnabel-Erdtauben (Trugon) – 1 Art
  - Erdtaube (Trugon terrestris)

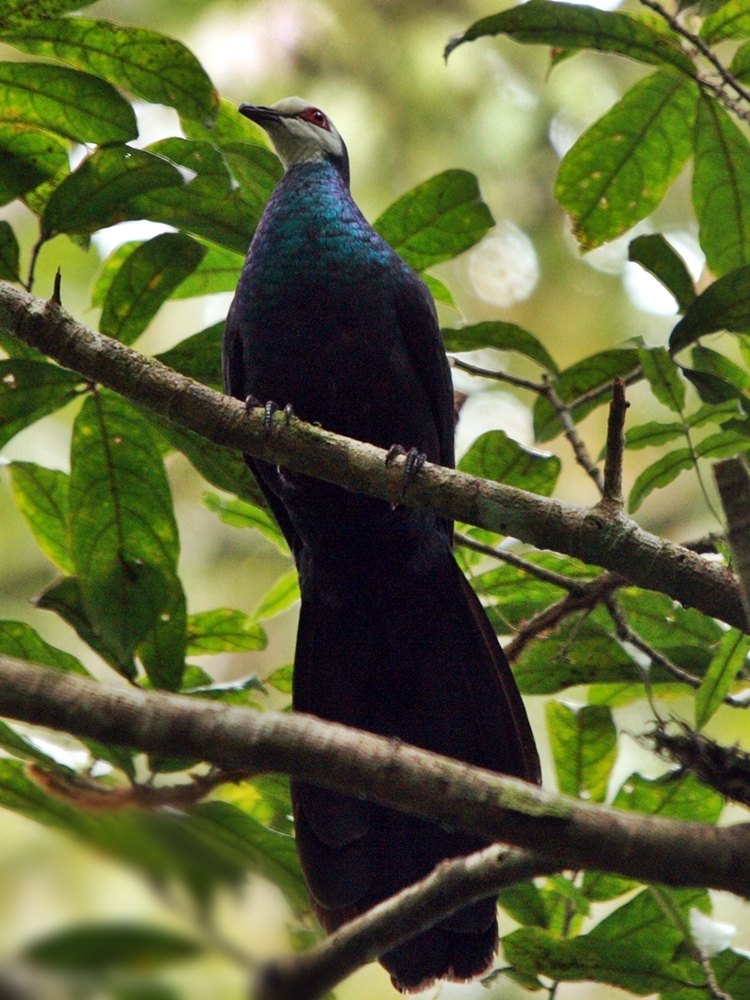
Manadotaube (Turacoena manadensis)

- Weißgesichttauben (Turacoena) – 2 Arten
  - Manadotaube (Turacoena manadensis)
  - Timortaube (Turacoena modesta)

- Afrikanische Buschtauben (Turtur) – 5 Arten
  - Erzflecktäubchen (Turtur abyssinicus)
  - Stahlflecktäubchen (Turtur afer)
  - Maidtaube (Turtur brehmeri)
  - Bronzeflecktäubchen (Turtur chalcospilos)
  - Tamburintäubchen (Turtur tympanistria)

- Campostäubchen (Uropelia) – 1 Art
  - Campostäubchen (Uropelia campestris)

- Trauertauben (Zenaida) – 7 Arten

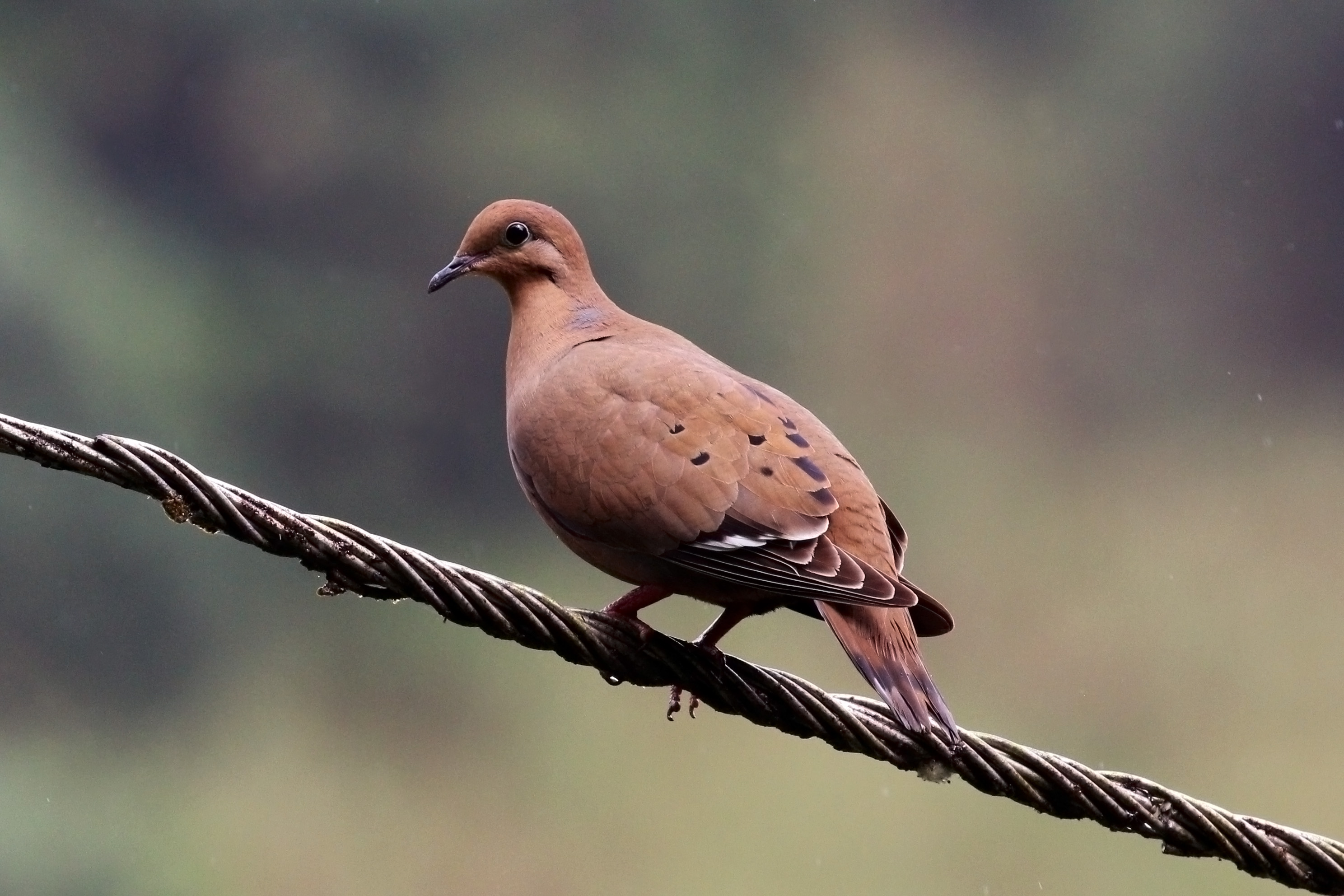
Küstentaube (Zenaida aurita)

  - Ohrflecktaube (Zenaida auriculata)
  - Küstentaube (Zenaida aurita)
  - Weißflügeltaube (Zenaida asiatica)
  - Galapagostaube (Zenaida galapagoensis)
  - Socorrotaube (Zenaida graysoni)
  - Carolinataube (Zenaida macroura)
  - Perutaube (Zenaida meloda)

- Wachteltauben (Zentrygon) - 8 Arten[20]
  - Sclatertaube (Zentrygon albifacies)
  - Tuxtla-Wachteltaube (Zentrygon carrikeri)
  - Chiriqui-Wachteltaube (Zentrygon chiriquensis)
  - Costa Rica-Wachteltaube (Zentrygon costaricensis)
  - Peru-Wachteltaube (Zentrygon frenata)
  - Goldman-Wachteltaube (Zentrygon goldmani)
  - Purpurrücken-Wachteltaube (Zentrygon lawrencii)
  - Weißgesicht-Wachteltaube (Zentrygon linearis)

## Symbolik

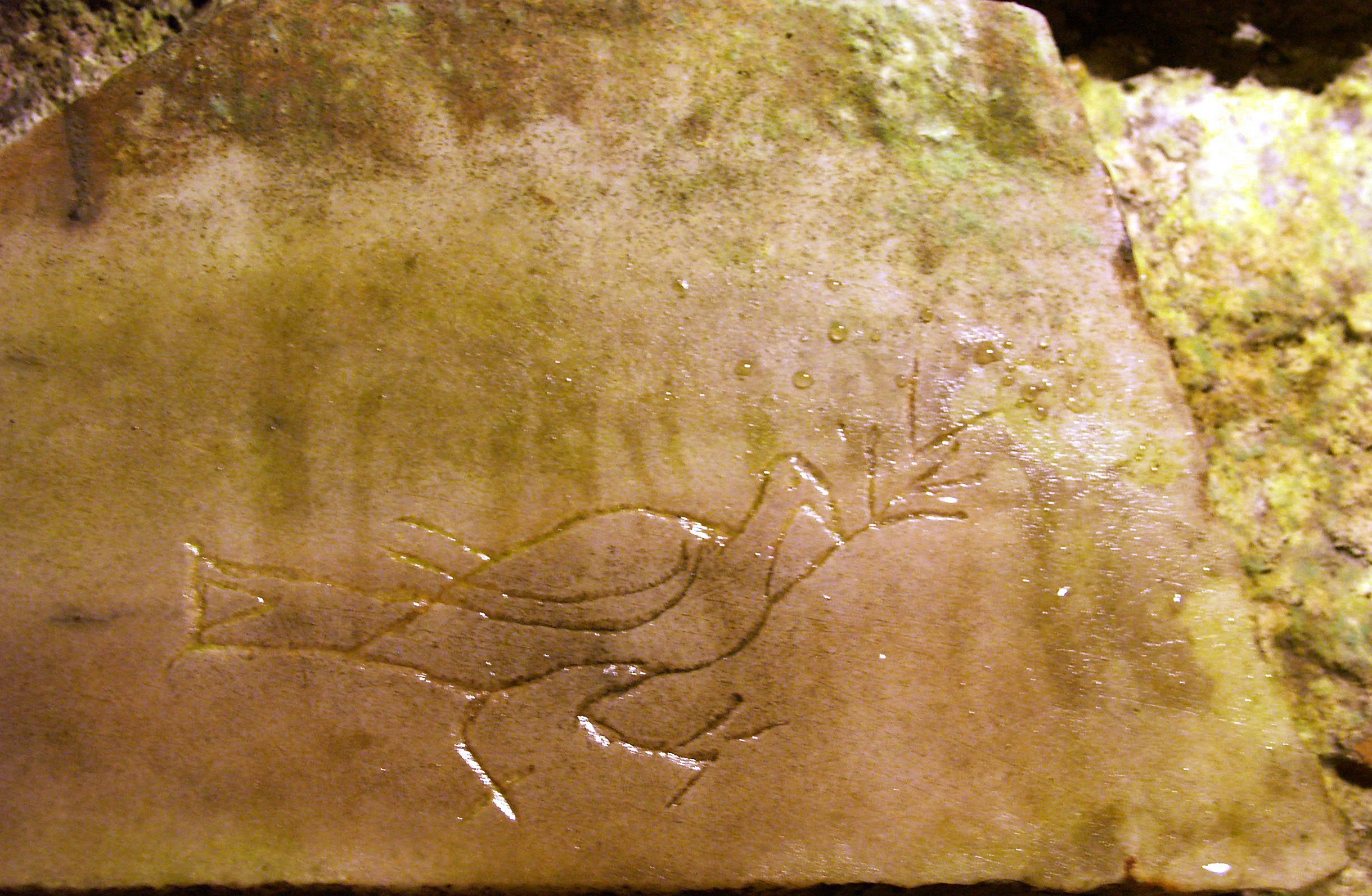
Steintafel mit Taube und Olivenzweig, Domitilla-Katakomben, Rom

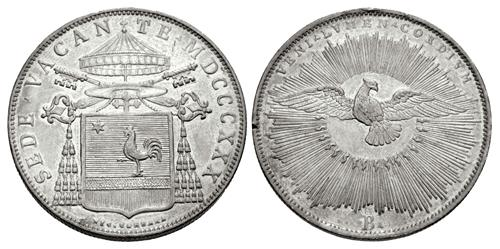
Sedisvakanzmünze mit dem Heiligen Geist in Taubengestalt.

Weil die antike Naturwissenschaft annahm, dass die Taube (lateinisch Columba) keine Gallenblase hat und daher frei von allem Bitteren und Bösen ist, gilt sie als Symbol des Friedens (Friedenstaube), auch der Unschuld, Liebe (vgl. Turteltaube), Treue (vergl. Hochzeitstaube, Auflasstaube) und Mutterschaft, der Seele und christlich gedeutet des Heiligen Geistes sowie auf Wappen. Die Symbolik findet sich in zahlreichen Kulturen. Im Umfeld von Trauer oder der Beisetzung eines Verstorbenen steht die weiße Taube vor allen Dingen für die Freiheit, die eine Seele nach dem Tode und dem Verlassen des menschlichen Körpers erhält.

## Geschichte

### Historische Abbildungen

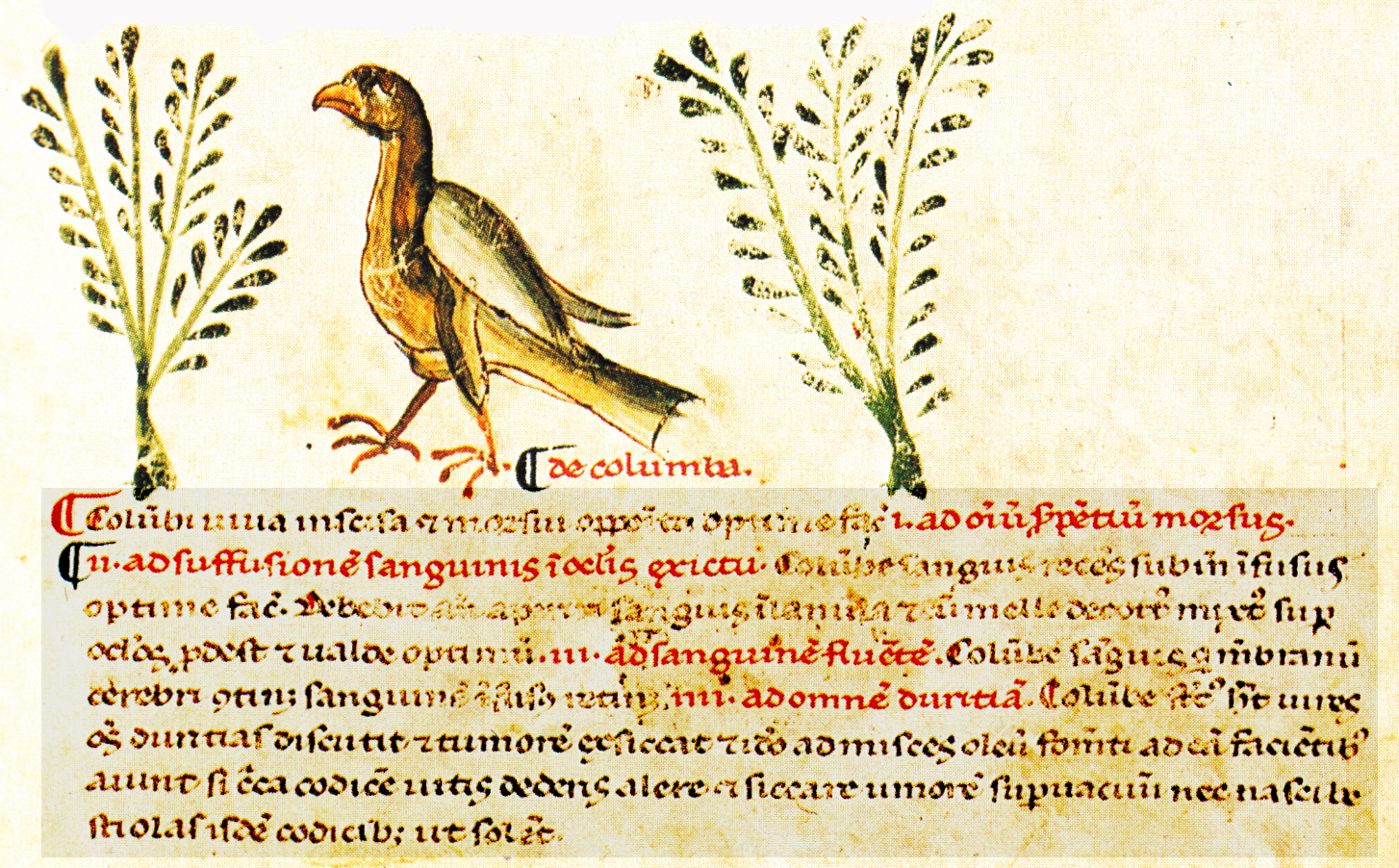
Liber medicinae ex animalibus, 7. Jh.
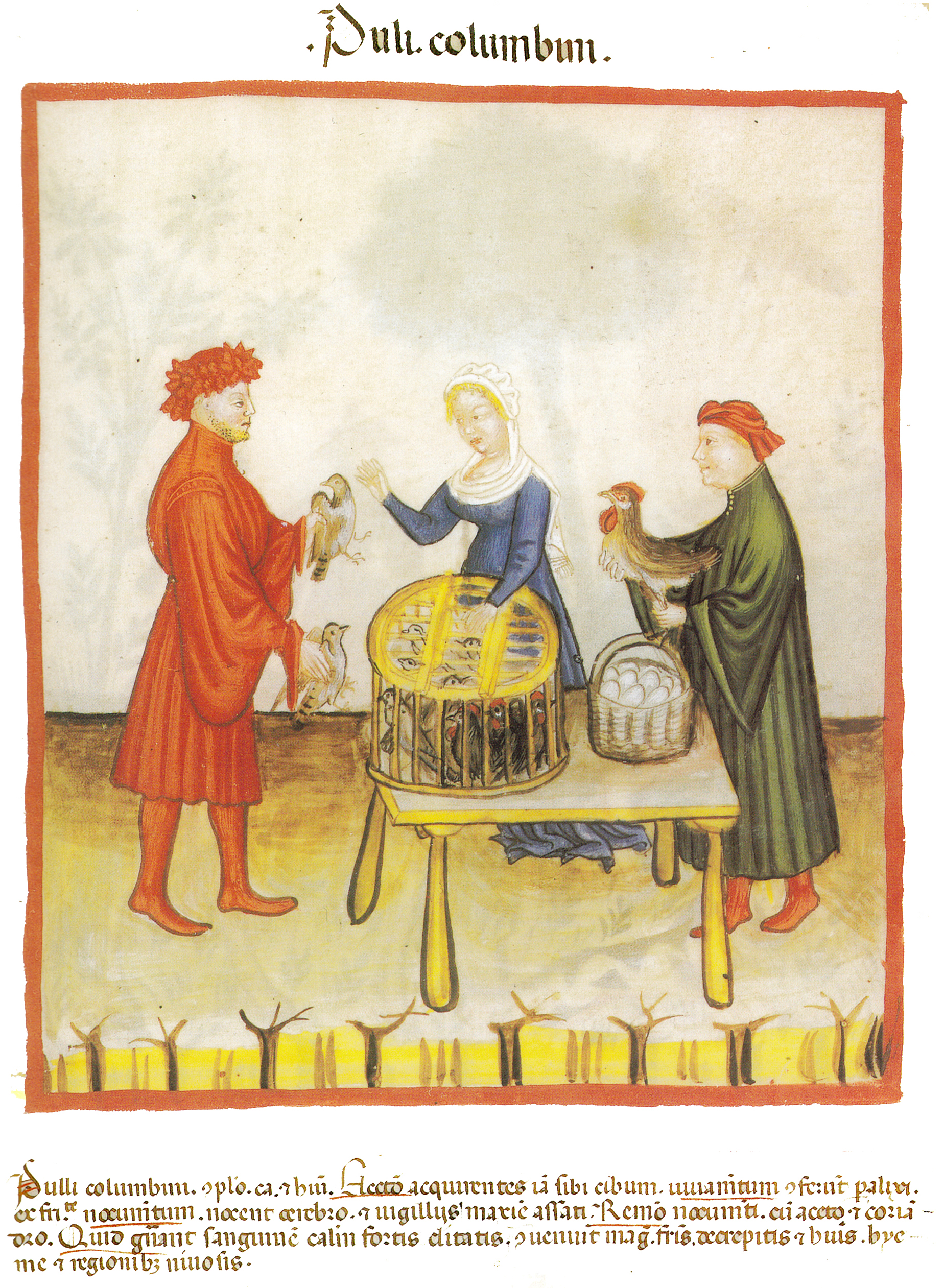
… Abdul ibn Butlan… …, 14. Jahrhundert
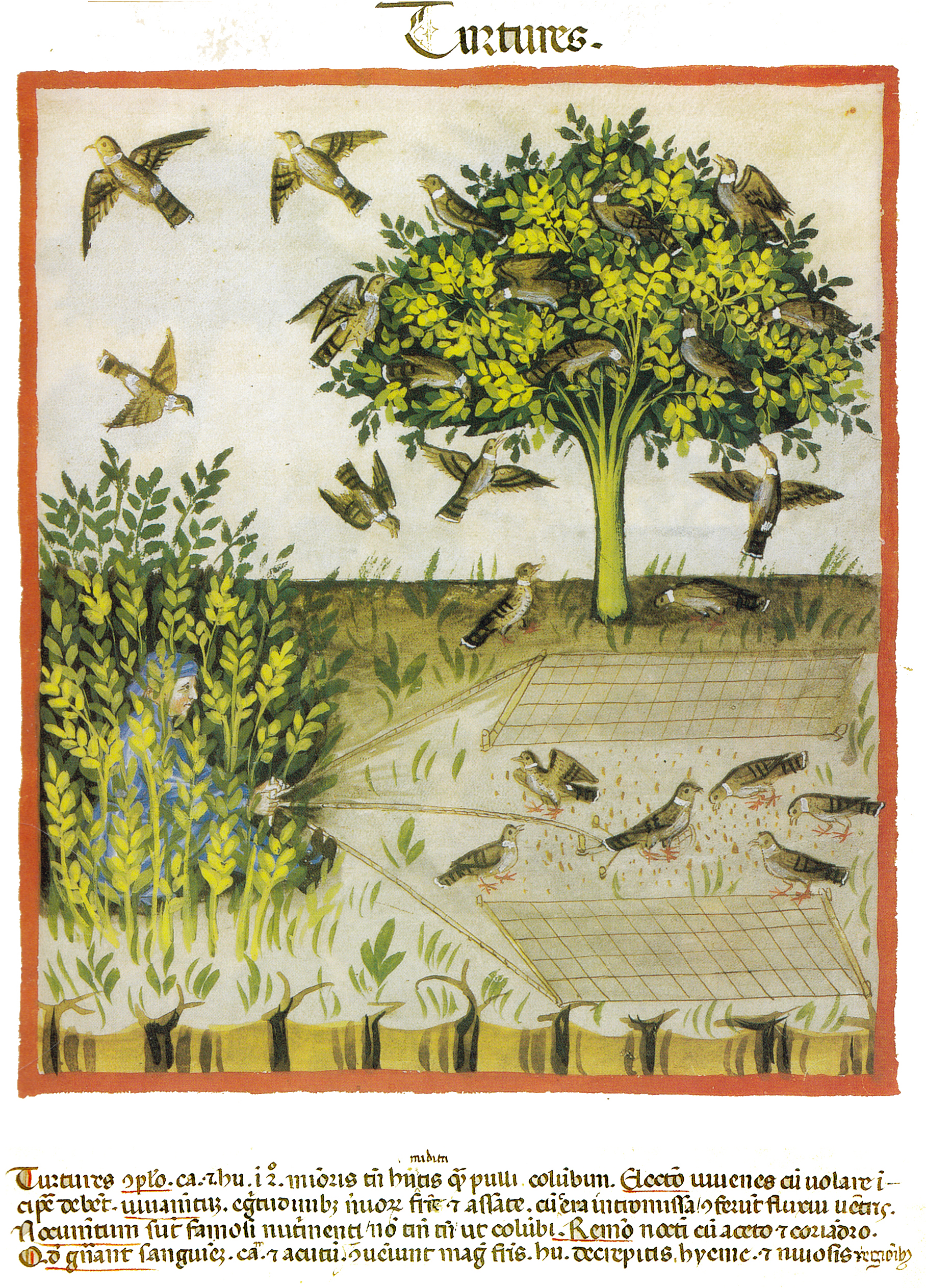
… Abdul ibn Butlan… …, 14. Jahrhundert
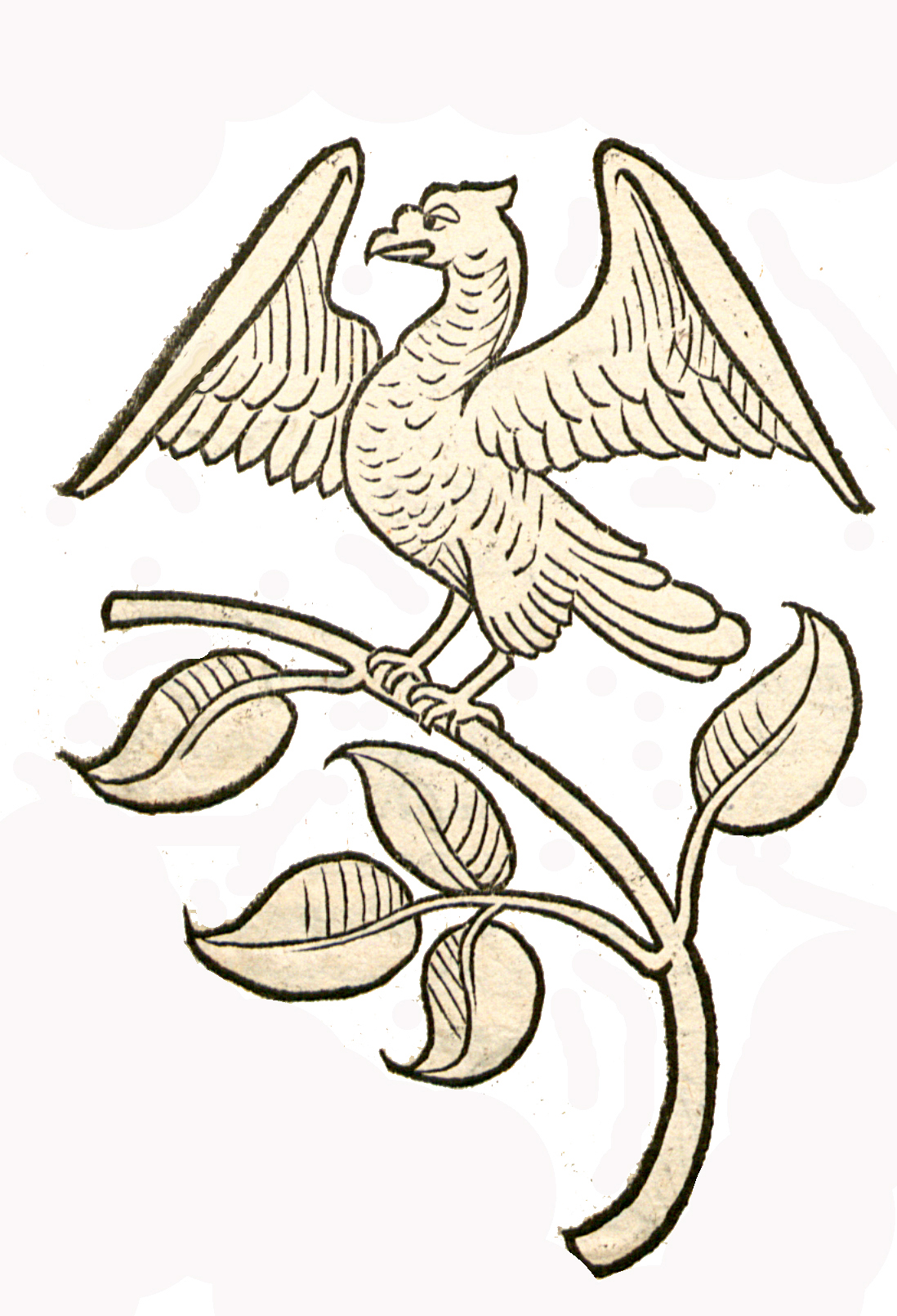
Hortus sanitatis, 1491